# Archivio
(Definizione del Consiglio internazionale degli archivi)

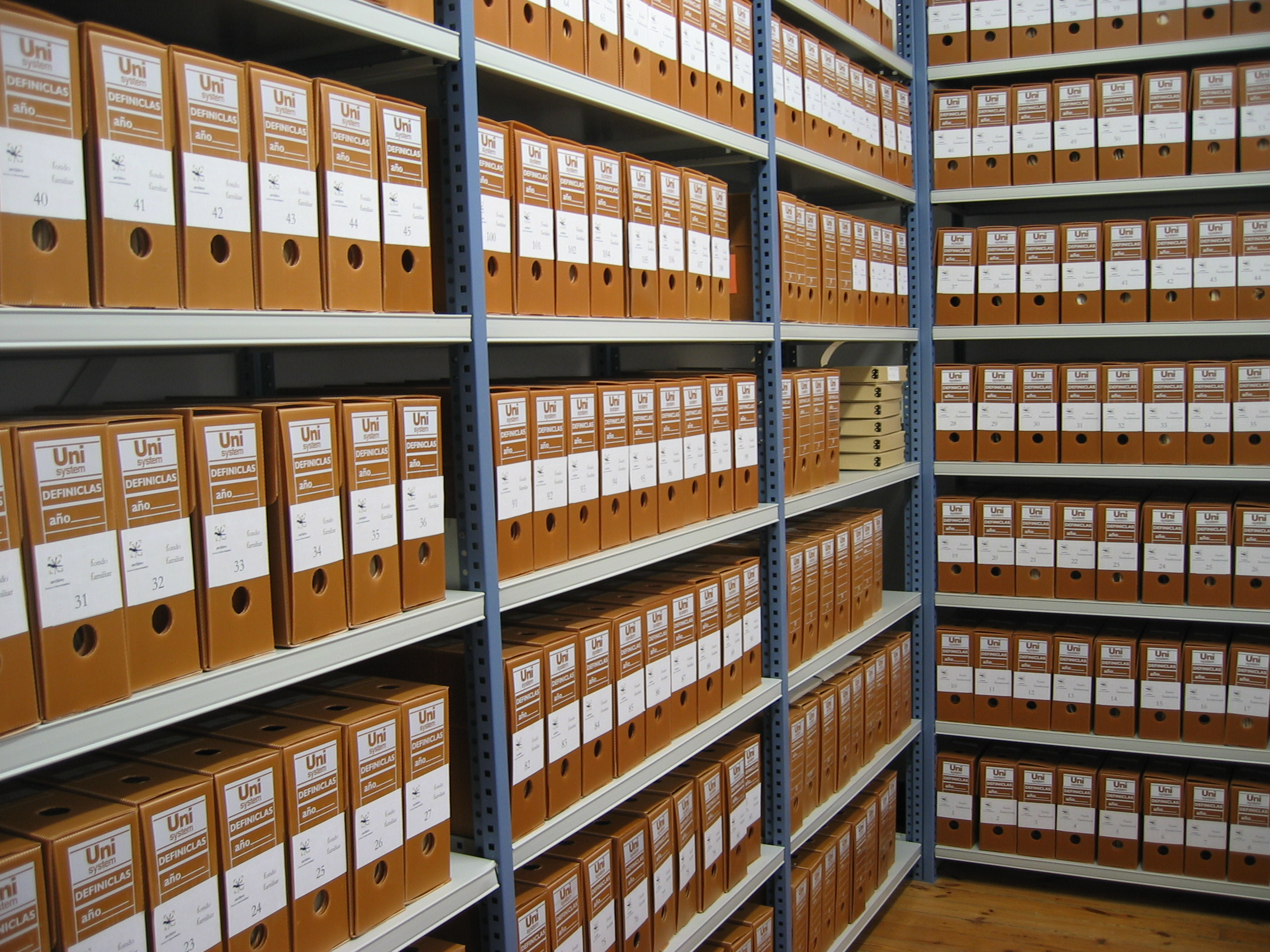
Fondi d'archivio

Per archivio si intende una raccolta organizzata e sistematica di informazioni fissate su un supporto e di diversa natura.
In secondo luogo, per estensione, con il termine archivio si designa anche l'ente che ha il compito istituzionale di tutelare e valorizzare un insieme di documenti e i locali destinati alla loro conservazione.

## Etimologia
Secondo un'etimologia accettata, il termine archivio deriva dal greco antico ἀρχεῖον?, archeîon, tramite il latino archium/archivum/archivium, che significa "palazzo dell'arconte", luogo in cui, presumibilmente, si conservavano anche gli atti emanati dal magistrato.

## Storia della definizione

### Il dibattito nel XX secolo

#### IlManuale degli archivisti olandesi: archivio e soggetto produttore

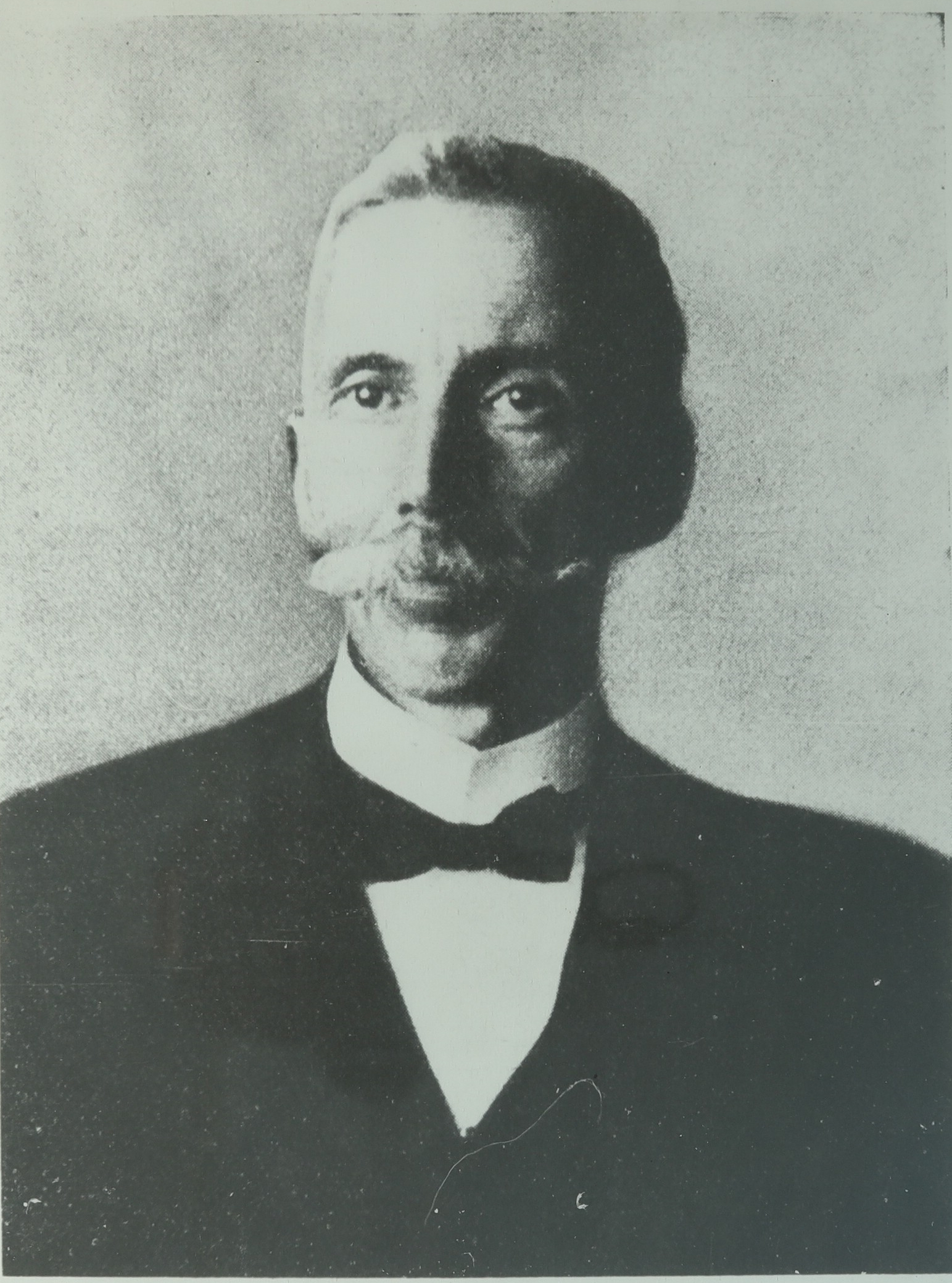
Giovanni Vittani, direttore dell'Archivio di Stato di Milano dal 1920 al 1938, particolare.

La prima definizione moderna di archivio risale alla fine del XIX secolo e fu formulata dal Manuale degli archivisti olandesi di Samuel Muller, Johann Adrian Feith e Robert Fruin, ove per archivio si intende
(Muller-Feith-Fruin, p. 1)
La traduzione del manuale ad opera di Giovanni Vittani e di Giuseppe Bonelli e la sua pubblicazione in Italia nel 1908, segnò definitivamente il tramonto del metodo peroniano.

#### Eugenio Casanova: l'ordine nell'archivio
Eugenio Casanova (1867-1951), considerato il padre dell'archivistica italiana, nel suo manuale Archivistica del 1928, riprese la definizione data dagli archivisti olandesi aggiungendo però l'elemento dell'ordine dei documenti come stabiliti dal soggetto produttore:
(Casanova, p. 19)

#### Giorgio Cencetti e il "vincolo"
Giorgio Cencetti, nel suo articolo L'archivio come "universitas rerum" del 1937, indicò un altro elemento essenziale per l'identificazione di un archivio, ovvero il vincolo archivistico:
(Cencetti, L'archivio come universitas rerum, pp. 48-49)
Due anni più tardi, nell'articolo Il fondamento teorico della scienza archivistica, ribadisce l'unitarietà dell'archivio nelle sue tre fasi di vita, ribadisce l'assoluto valore del vincolo e pone le basi teoriche per lo svolgimento del mestiere d'archivista che ancora oggi sono valide.

#### Hilary Jenkinson
L'archivista inglese Hilary Jenkinson (1882-1961), nel suo Manual of Archive Administration del 1937, aggiunse il criterio dell'ininterrotta custodia, elemento che conferisce attendibilità alla conservazione dell'archivio:
(Jenkinson, pp. 37-38)

#### Adolf Brennecke ed Elio Lodolini: l'archivio è solo quello della fase storica
Mentre nella comunità internazionale si stava ormai sedimentando che l'archivio, nato essenzialmente per uno scopo amministrativo e non di ricerca e che è caratterizzato da tre fasi di vita, alcuni archivisti tedeschi e italiani adottarono il principio secondo cui l'elemento caratterizzante dell'archivio è l'oggetto dell'indagine storica, per cui vi è la divisione tra la fase di registratura (registratur) e quella di archiv, ossia l'archivio propriamente detto che custodisce documenti non più necessari nella fase corrente; documenti che abbiano un valore amministrativo e scientifico; che siano, perciò, conservati in un istituto di conservazione. Il primo a formulare questa concezione fu il tedesco Adolf Brenneke (1875-1946) che, nel suo manuale Archivistica edito postumo nel 1953, giunse a definire l'archivio come:
(Brenneke, p. 125)
In Italia la posizione tedesca fu recuperata da Elio Lodolini (1922-viv.) che, nel suo Archivistica. Principi e problemi del 1985, dichiarò che 
(Lodolini, p. 21)
Posizione ancora più esplicita la espone ancora Lodolini nel suo ancora attuale Lineamenti di storia dell'archivistica italiana:

(Lodolini, 1991, pp. 210-211)

#### Claudio Pavone e il rapporto archivio-soggetto produttore
Claudio Pavone (1920-2016), nel suo saggio Ma è poi tanto pacifico che l'archivio rispecchi l'istituto? del 1970, benché accolga in linea generale secondo cui l'archivio rispecchi l'attività del soggetto produttore, ammette però che non ci possa sempre essere una perfetta speculiarità tra quanto prodotto e chi produce, a causa dei mutamenti dell'ente produttore (soppressione, cambio di finalità, etc...). Per Pavone, dunque, l'archivio non è il riflesso del soggetto produttore, quanto del suo modo organizzativo:
(Pavone, p. 147; p. 149)

#### Filippo Valenti: l'archivio insenso proprioe insenso lato
Il modenese Filippo Valenti (1919-2015), nel suo Nozioni di base per un'archivistica come euristica del 1975, opera la distinzione tra l'archivio "proprio" e quello in "senso lato": se il primo risponde alla definizione di archivio caratterizzato dalla presenza di un vincolo ben preciso prodotto da un soggetto produttore per finalità pratiche, il secondo invece è l'assemblamento di vari archivi in un istituto di concentrazione quale può essere un Archivio di Stato:
(Valenti, p. 151)

#### Paola Carucci: ilfondo, e ledefinizionidi archivio
Paola Carucci (1941-viv), ne Le fonti archivistiche del 1983, opera una plurima definizione del concetto di archivio, sviluppando nel contempo la terminologia di quello che è definito come fondo.
Se per la Carucci l'archivio è il «complesso dei documenti prodotti o comunque acquisiti da un ente (magistrature, organi, e uffici centrali e periferici dello Stato; enti pubblici; istituzioni private, famiglie o persone) durante lo svolgimento della propria attività» e riprende la distinzione operata già da Valenti in archivio proprio e archivio in senso lato, il fondo ha un'accezione più generica, dove non è più presente il vincolo a causa di una serie di motivi quali smembramenti e agglomeramenti di archivi prodotti da soggetti diversi: 
(Carucci, p. 21)
Secondo questa definizione, la Carucci intende affermare che, poiché all'interno di un istituto di conservazione si possono trovare tanti archivi i quali, l'uno rispetto all'altro, sono però svincolati fra di loro in quanto non prodotti da un unico soggetto produttore. Inoltre, un fondo può essere anche stato creato non da un unico soggetto produttore (si veda i fondi creati col metodo peroniano, per esempio), per cui non vi è neanche la presenza del vincolo che è l'elemento caratterizzante dell'archivio secondo quanto definito decenni prima da Cencetti, come definito nel glossario del Sistema Archivistico Nazionale:
(Fondo)

## Storia degli archivi

### Dai primordi alla caduta dell'Impero Romano

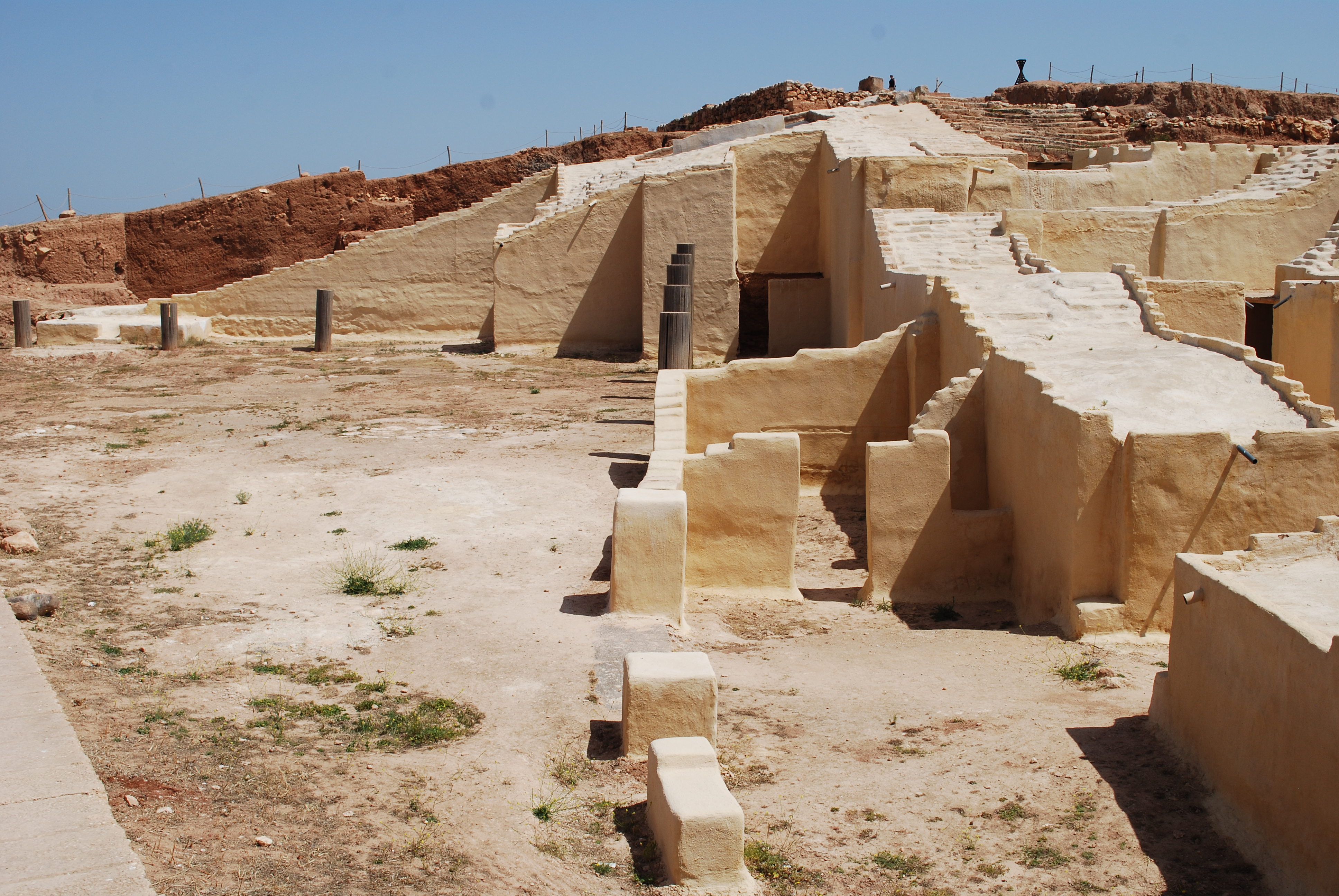
Rovine del Palazzo Reale di Ebla, sede dell'antico archivio del regno.

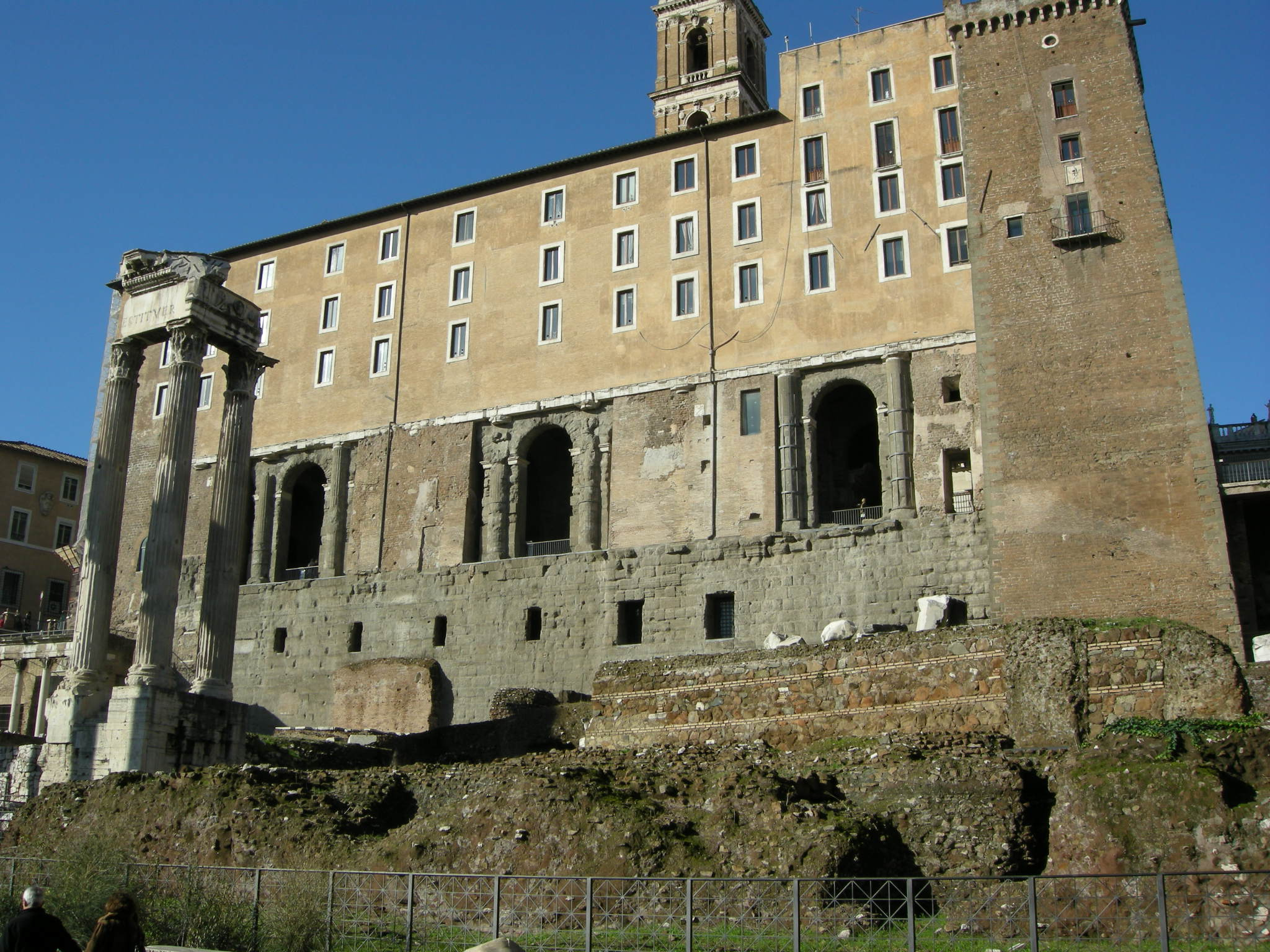
Il Tabularium con sovrapposto il Palazzo dei Senatori.

Gli archivi, intesi come testimonianza dell'attività umana, sono sempre esistiti in quanto l'archivio serve all'uomo per la sua attività quotidiana. Le prime testimonianze di archivio risalgono all'epoca dei Sumeri (III millennio), a quando cioè risalgono i primi supporti stabili. I Sumeri, infatti, si legarono in civiltà stabile, svilupparono la scrittura (scrittura cuneiforme, in uso dal 3500 a.C.) e avevano un bisogno di lasciare testimonianza delle loro attività quotidiane (come i commerci, esercizi contabili). Tra il 1976 e il 1977, una spedizione guidata da Paolo Matthiae riportò alla luce gli archivi regali di Ebla.
Al contrario, presso gli antichi greci e la civiltà romana i supporti utilizzati (tavole di cera e papiro) non permisero la conservazione degli archivi statali e privati per un lungo periodo: dei rotoli conservati al metroon di Atene o di quelli del Tabularium tardo-repubblicano non si è conservato assolutamente nulla, così come dell'archivio d'età Imperiale.

### Il Medioevo

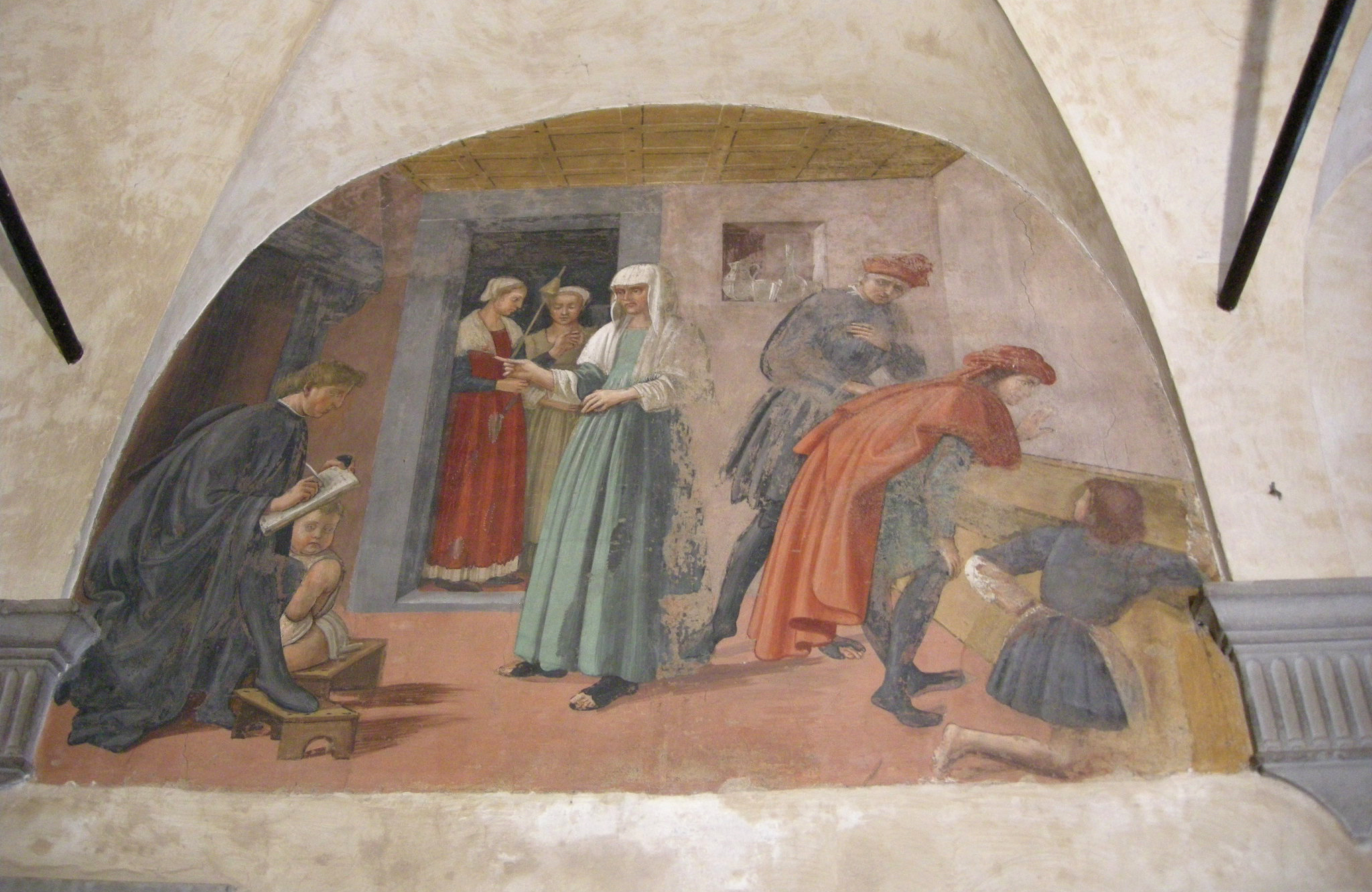
Un notaio redige un inventario, Oratorio di San Martino, Firenze

In seguito al crollo dell'Impero Romano d'Occidente e la confusione generata dagli sconvolgimenti sociopolitici successivi, la documentazione prodotta durante l'Alto Medioevo è alquanto esigua: da un lato, furono prodotti pochi documenti (o se ne sono conservati pochi) da parte delle cancellerie dei regni romano-barbarici; dall'altro, i sovrani e anche le autorità ecclesiastiche locali (vescovi, abati) avevano l'abitudine di portare con sé la documentazione archivistica, delineando così la nozione di archivi itineranti, concezione che rimarrà in uso fino al XII secolo. Al contrario, un ruolo fondamentale per la conservazione dei documenti è stata la Chiesa: grazie ai monasteri, nei cui scriptoria operavano i monaci amanuensi dediti alla conservazione della memoria classica e alla produzione di Bibbie o Evangeliari, molta documentazione fu salvata dall'oblio, grazie anche all'imporsi, a partire dalla tarda antichità, dell'utilizzo della pergamena come materiale scrittorio.

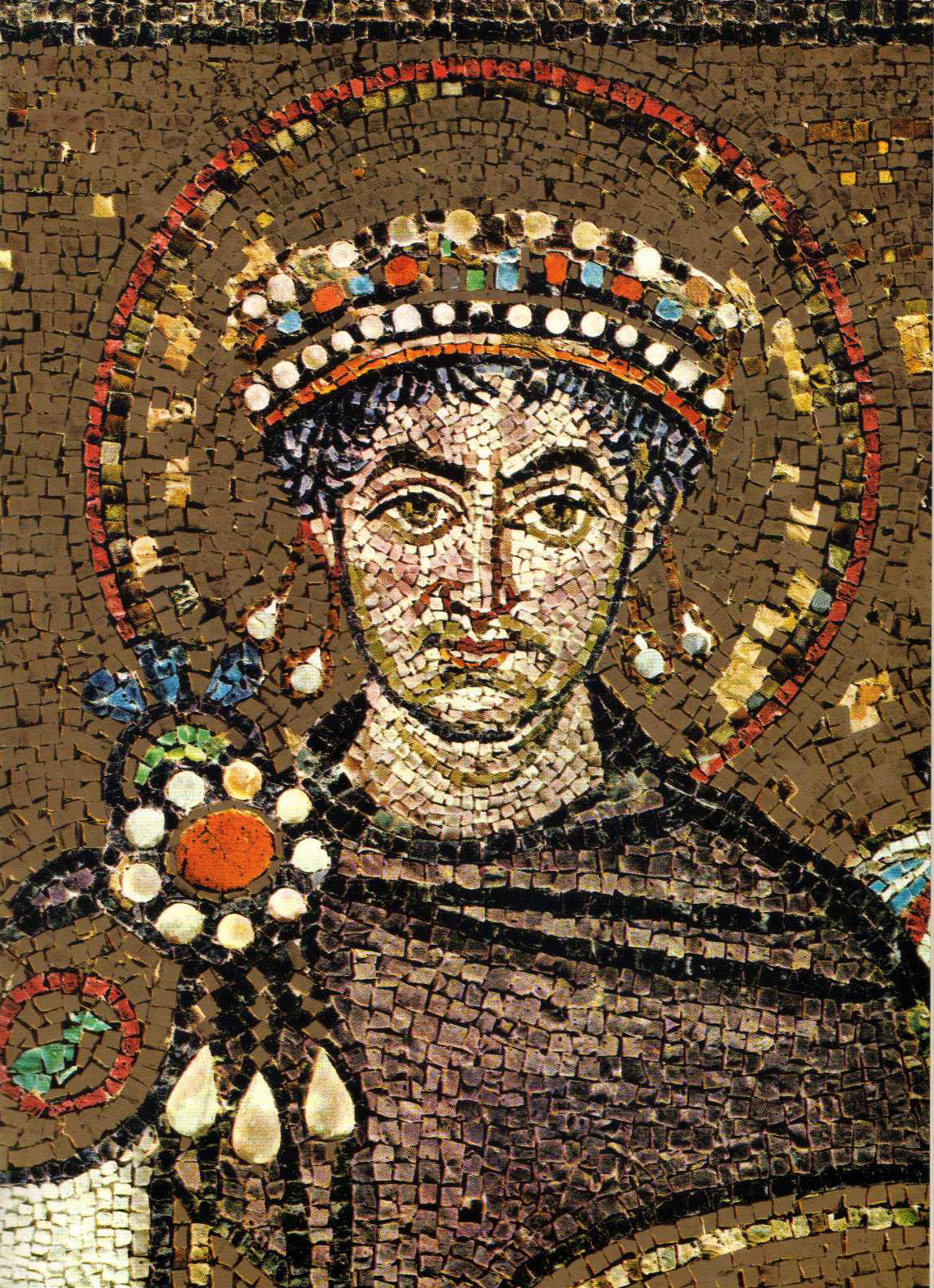
Giustiniano I (527-565), imperatore d'Oriente e fautore, insieme al giurista Triboniano, del Corpus Iuris Civilis.

Al contrario, con il Basso Medioevo (XI-XV secolo), la rinascita delle città e dei commerci produsse una rifioritura delle città e una maggiore laicizzazione, per quanto fosse possibile, della società: si vennero a creare così gli archivi comunali e quelli dei notai. 

### Età moderna

#### Gli archivi come "arsenali del potere"

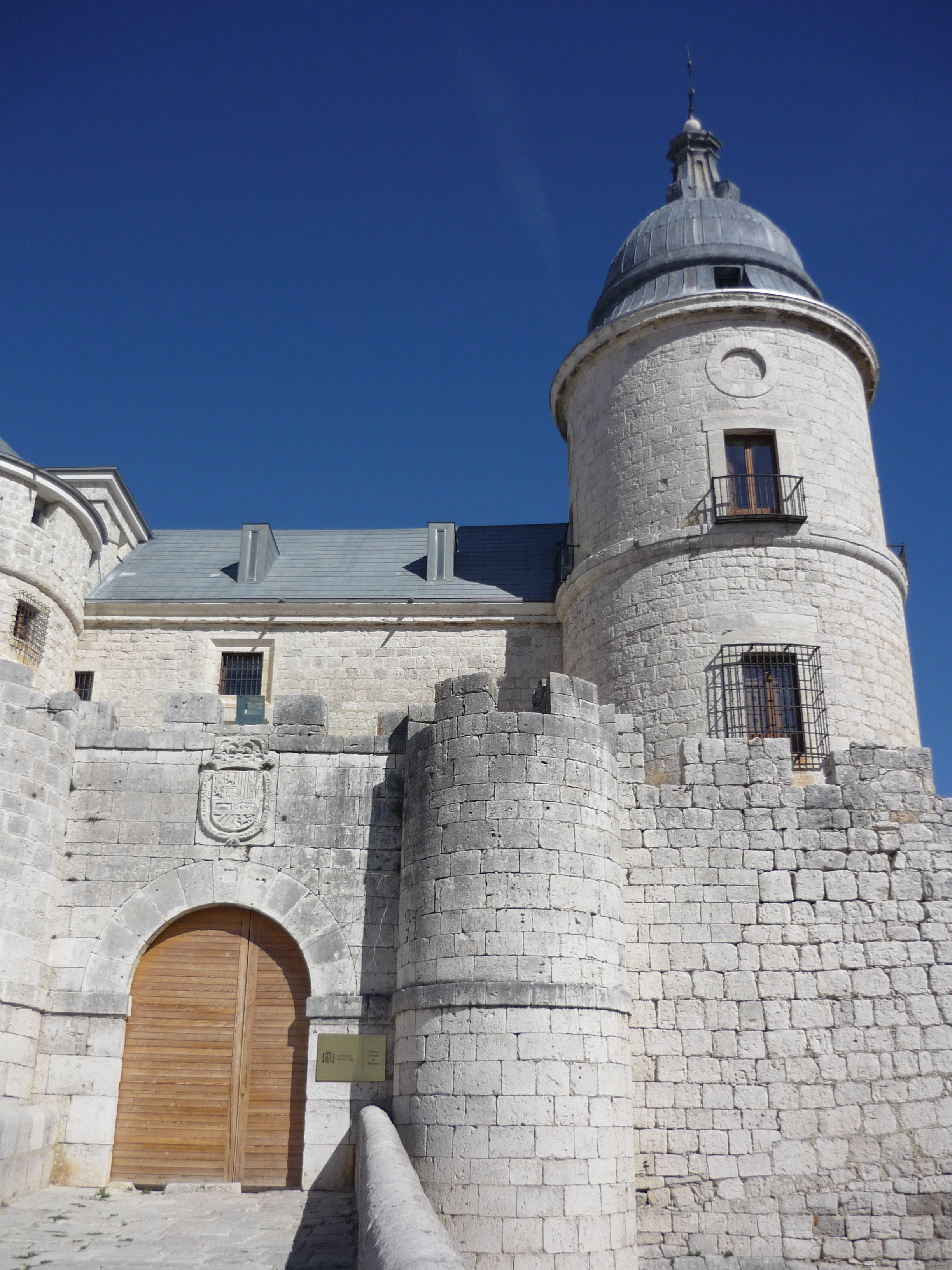
Particolare dell'Archivo General de Simancas

Con l'inizio dell'età moderna e la formazione delle monarchie nazionali, gli archivi diventarono necessari ai fini dell'esercizio del potere e della consultazione dei documenti da parte dei sovrani. Gli archivi in quest'epoca furono definiti dei veri e propri "arsenali del potere" (o arsenal de l'autorité), cioè strumenti a disposizione del sovrano, e crescono in funzione dell'attività del governo. Tra questi si ricordano principalmente l'Archivio generale di Castiglia, l'Archivio di corte a Vienna (oggi Archivio di Stato Austriaco), istituito da Maria Teresa col nome di Geheimes Hausarchiv (ossia Archivio di Corte), l'Archivio di Corte a Torino, oggi sede dell'Archivio di Stato di Torino e l'Archivio napoleonico di Parigi.

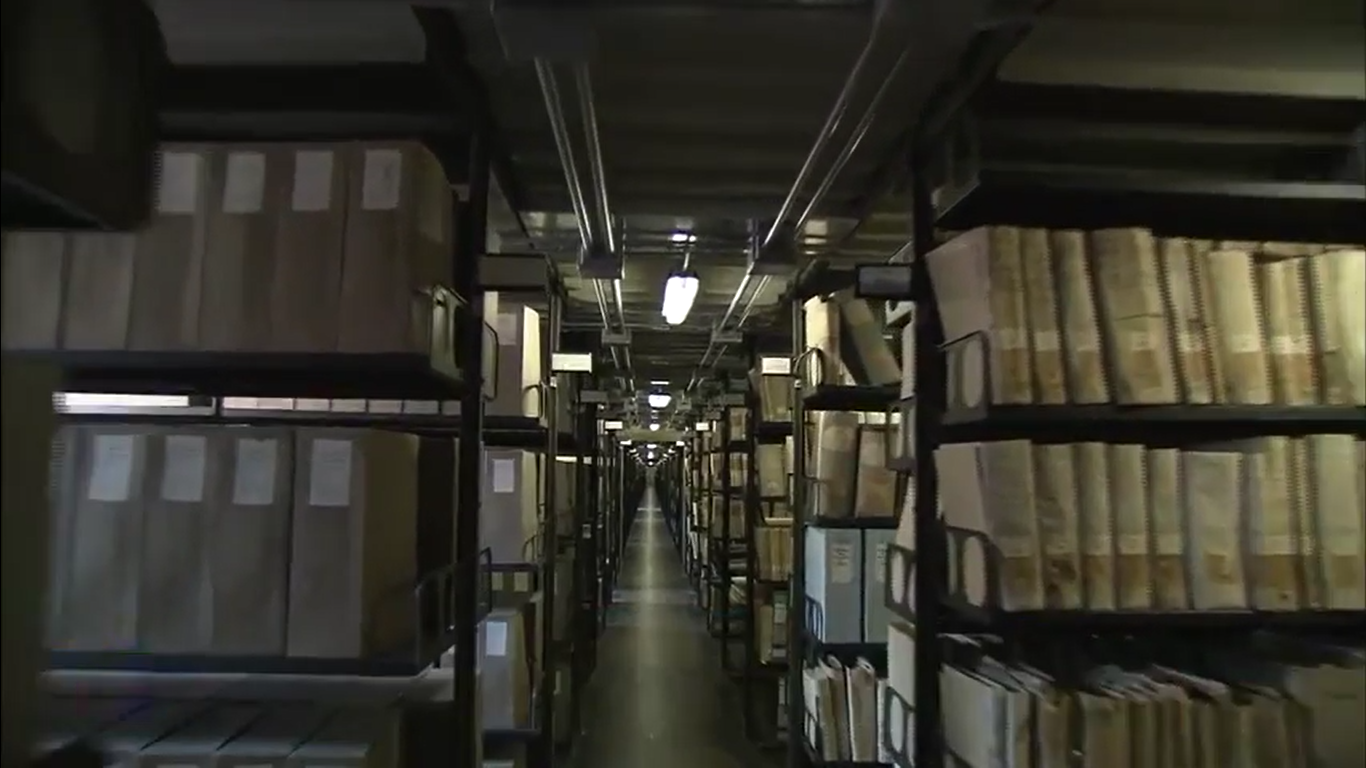
Scaffali nei depositi dell'Archivio Segreto Vaticano

Inoltre, sul finire del XVIII secolo i nobili italiani godevano di una serie di prerogative che, però, dovevano essere dimostrate davanti al tribunale araldico: si sentì la necessità di creare degli archivi "nobiliari", affidando l'opera di riordinamento agli archivisti.
A fianco degli archivi laici, si vennero a formare dal XVI secolo gli archivi ecclesiastici, in seguito alle disposizioni disciplinari emanate dal Concilio di Trento (1545-1563) che obbligavano i parroci a tenere i registri dello stato delle anime, così come dei battesimi, dei matrimoni e dei funerali. Agli inizi del XVII secolo, papa Paolo V (1605-1621) decise infatti di creare un archivio che raccogliesse le carte di governo dello Stato della Chiesa. Si trattava del nucleo di quello che verrà chiamato successivamente Archivio Segreto Vaticano.

### Il XIX secolo

#### L'archivio come "memoria storica"

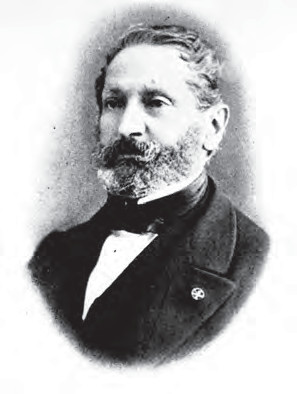
Ritratto di Luigi Osio, direttore degli archivi lombardi dal 1851 al 1873. L'Osio, cresciuto alla scuola di Peroni, fu un suo seguace.

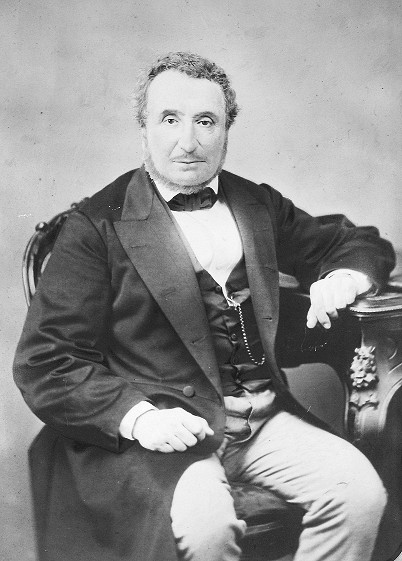
Ritratto di Francesco Bonaini

Nel corso dell'Ottocento, l'archivio da memoria di autodocumentazione (ovvero ha una funzione esclusivamente pragmatico-amministrativa per il soggetto produttore) diventa fonte della memoria collettiva: i documenti, quando smettono di funzionare per il soggetto che lo produce, assumono un'importanza storica agli occhi di altre persone, in primis gli studiosi, che non l'hanno prodotto. Oltre al granduca Pietro Leopoldo che creò nel 1778 il Museo Diplomatico di Firenze, si ricordano anche la creazione, nel 1790, dell'Archivio Nazionale francese ad opera dell'Assemblea Nazionale.

#### Gli ordinamenti degli archivi
Verso il finire del '700, vengono creati dei grandi depositi che perdono il collegamento con la cancelleria di provenienza, in seguito alla soppressione di enti religiosi o di magistrature civili. Il tutto è finalizzato in un'ottica razionale, finalizzata alla ricerca immediata di determinati atti da parte delle autorità pubbliche secondo la materia trattata. I documenti così ordinati secondo lo spirito illuminista (si pensi all'Encyclopèdie di Diderot e d'Alambert, ma anche ai testi di Pierre Camille Le Moine, Diplomatique pratique, 1765 e di De Chevrières, Le nouvel archiviste, 1775) trovarono un primo luogo di sviluppo a Vienna, e poi in Lombardia grazie all'archivista Ilario Corte prima e poi a Luca Peroni.
Nella seconda metà dell'Ottocento, però, vi fu una reazione nei confronti del metodo per materia. In Francia, su proposta dello storico Natalis de Wailly, il ministero degli Interni emanò una circolare (le Instructions del 24 aprile 1841) in cui si stabilisce il principio di provenienza o rispetto dei fondi. Questo principio, già diffuso in Danimarca e nel Regno di Prussia, profondamente antitetico rispetto al precedente, fu accolto poi in Italia dal toscano Francesco Bonaini il quale estremizzò tale metodo dando origine al metodo storico, ossia alla ricostruzione storica del soggetto produttore e del fondo da esso creato per la migliore comprensione della struttura del fondo in questione. Si pose in tal modo la teorizzazione, in Italia, del moderno ordinamento archivistico.

### Tra XX e XXI secolo

#### Gli archivi contemporanei e le sfide della conservazione digitale

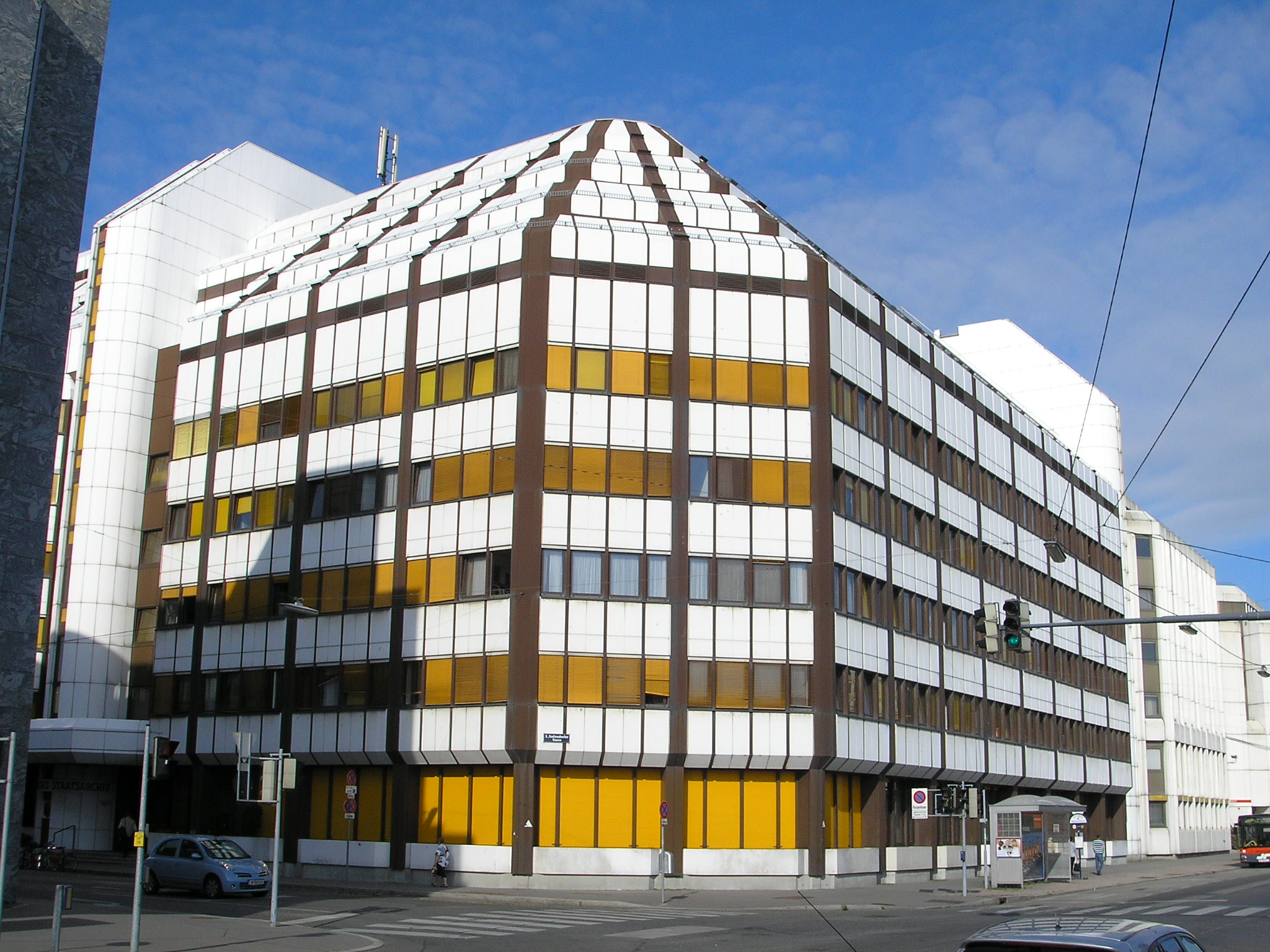
Staatsarchiv (Archivio di Stato) di Erdberg, Austria

L'imposizione del metodo storico e gli ordinamenti statali nei confronti degli istituti di conservazione hanno omologato la gestione archivistica in tutto il mondo. Negli anni più recenti sono tornati alla ribalta i problemi legati alla formazione, alla gestione e alla conservazione degli archivi, soprattutto riguardo all'introduzione di nuove tecnologie, che in futuro potrebbero rivoluzionare la consistenza degli archivi. Si tratta in particolare delle tecnologie informatiche e telematiche, che hanno reso impellente la revisione di metodologie ormai consolidate da decenni. L'uso delle nuove tecnologie, soprattutto dopo aver superato una prima fase di sperimentazione un po' improvvisata all'inizio degli anni ottanta, si sta via via affinando sempre maggiormente, con procedimenti più meditati, consapevoli e raffinati, sostenuti anche dall'istituzione di appositi organismi statali (in Italia l'AgID, acronimo per l'Agenzia per l'Italia digitale), anche se restano da sciogliere i dubbi legati all'organizzazione dei documenti che non comprometta il vincolo e alla conservazione dei nuovi supporti digitali nel futuro: se un foglio di carta ha infatti dimostrato di poter essere conservato, tramite le opportune cautele, anche per secoli, per quanti anni sarà consultabile un supporto DVD o un disco rigido? Questi sono i nodi da sciogliere nel presente e nell'immediato futuro.

#### L'archivio come bene culturale
Una prima definizione internazionale degli archivi come beni di interesse culturale risale alla Convenzione dell'Aja del 1954 (ratificata in Italia nel 1958), dove si citavano i beni artistici, architettonici, archeologici, librari e archivistici "di grande importanza". La Conferenza Generale del 1970, voluta dall'UNESCO, riconobbe agli "archivi, compresi i fonografici, fotografici e cinematografici" le misure atte a impedirne l'illecita importazione, esportazione o trasferimento di proprietà.
In Italia, il processo per il riconoscimento a livello legale degli archivi come beni culturali fu lungo e complesso, in quanto partì soltanto dall'Istituzione del Ministero dei beni culturali nel 1975 e proseguì fino all'emanazione dell'attuale codice del 2004.

## Il mondo degli archivi

### La funzione dell’archivio
L'archivio, essenzialmente, ha tre scopi principali:
1. Valore giuridico – probatorio. Il documento è un elemento di prova il cui possesso stabilisce un titolo, un atto o una transazione che facilita la dimostrazione del diritto in caso di necessità.
2. Strumento per l'esercizio/la consultazione del potere. Nel passato gli archivi erano inaccessibili e affidati ad alti funzionari di fiducia del sovrano. In momenti storici cruciali gli archivi distrutti per eliminare prove scomode, o trasportati altrove, o utilizzati per conoscere le magistrature precedenti e per riorganizzare quelle nuove. Oggi è strumento essenziale alla democrazia, accessibili ai cittadini. Gli archivi, in sostanza, rendono tracciabile il potere, sono fonte della sua legittimità e mezzo della sua contestazione.
3. Testimonianza storica. Cessate le funzioni pratiche, probatorie e l'utilità amministrativa, i documenti sono conservati se possiedono un valore storico, inizialmente per il soggetto produttore; ciò che rimane costituisce la memoria della Nazione e pertanto devono essere non solo tutelati, ma anche valorizzati[17].

### Le persone e gli archivi

#### Gli utenti
Gli utenti che usufruiscono dei documenti d’archivio, principalmente, sono gli studiosi di storia, storia locale e di altre discipline umanistiche (storia dell'arte, letteratura, geografia) o di discipline scientifiche (biologia, tecnologia). Vi si possono trovare anche i genalogisti, i biografi o studenti appartenenti a vari gradi di formazione per consultare documenti utili a ricerche o alla stesura della tesi.

#### Gli archivisti

Riccardo Filangieri, archivista e direttore dell'Archivio di Stato di Napoli.

Il mestiere dell’archivista è basato non solo su una formazione scientifica concernente la conoscenza dei fondi a lui affidati e della specifica legislazione in materia di beni archivistici, ma anche su una comprovata competenza nella gestione dell’archivio. Tra i suoi principali compiti vi sono quelli di:
1. raccogliere i documenti
2. selezionare i documenti (non tutto quello che viene prodotto viene conservato a lungo termine; si deve fare una cernita)
3. conservare i documenti (è la volontà primaria dell'archivista e deve partire dalle sovrintendenze)
4. rendere accessibili i fondi (vuol dire non soltanto aprire l'archivio ma anche creare degli inventari, degli strumenti di ricerca).

### La natura di un archivio

#### Il vincolo
Il nesso che distingue un archivio da una raccolta qualsiasi o da una collezione è il cosiddetto vincolo archivistico. Tale vincolo, come esplicitato da Giorgio Cencetti ne Il fondamento teorico della dottrina archivistica (1939) deve necessariamente avere le tre seguenti caratteristiche:
1. Essere naturale e involontario: con "naturale" si intende che gli elementi dell'archivio sono stati riuniti in maniera involontaria, rispecchiando la normale attività di produzione del soggetto; con "involontario" si intende che il vincolo naturale fosse presente "all'origine" dell'archivio e che quindi non è nato per volontà del soggetto produttore, quanto automaticamente.
2. Essere necessario e determinato: ossia che il vincolo è "necessario" perché l'archivio sia tale, e che il legame così creato è "determinato" dalla stessa attività dell'ente.

In base alla conclusione stabilita da Paola Carucci nel saggio sovramenzionato, un archivio per essere tale dev'essere caratterizzato dal vincolo archivistico. Qualora non sia presente questo vincolo, mancanza dovuta a varie cause quali lo smembramento o l'agglomeramento di archivi prodotti da soggetti diversi, si parla più generalmente di fondo.

#### Il soggetto produttore
Altro elemento fondamentale per la nascita e la vita di un archivio è la presenza del soggetto produttore, ovvero, secondo la definizione data dall'ISAAR, questi tre grandi macrogruppi:
(Glossario, Soggetto produttore)

##### Gli enti
Gli enti produttori, come delineato da Paola Carucci, possono essere di diverso tipo in base al loro status legale:
I soggetti possono distinguersi in due tipologie: in produttori e in conservatori.
1. I soggetti produttori sono coloro i quali producono la documentazione nell'ambito della loro attività.
2. I soggetti conservatori (o istituti di conservazione o soggetti collettori) sono quegli enti deputati alla conservazione del materiale prodotto dai soggetti produttori, come per esempio gli Archivi di Stato.
N.B: i soggetti conservatori possono essere anche soggetti produttori. Difatti, gli Archivi di Stato, oltre a conservare, producono una documentazione archivistica in seno alla loro attività istituzionale.
1. Enti pubblici territoriali, ossia lo Stato, le Regioni, le Province, le Città metropolitane e i Comuni. A loro volta, questi enti pubblici territoriali si distinguono in enti pubblici centrali (quali i Ministeri) ed in enti pubblici periferici (Regioni e via dicendo).
2. Enti pubblici non territoriali, ossia degli Enti creati dagli enti pubblici territoriali «ai quali è attribuita la competenza su determinate materie nei riguardi di tutta o di una parte della popolazione»[23]. Possono essere di tipo economico (Enel), strumentali o di servizio ed associativi.

##### Le persone
1. I privati cittadini: sono soggetti inquadrati nel diritto privato e che possono produrre degli archivi indipendentemente dalla loro capacità giuridica. Se questi cittadini hanno svolto, nel corso della loro vita, una rilevante attività pubblica (nel campo della cultura, dell'industria, della politica), i loro archivi possono essere ritenuti di valore pubblico: l'archivio privato di Giulio Andreotti, quello di Arturo Toscanini e quello dell'imprenditore settecentesco Antonio Greppi sono alcuni esempi di archivi di privati cittadini[N 2]. Nel caso dei soggetti privati le norme lasciano ampia libertà e, tranne nel caso in cui intervenga una dichiarazione di pubblico interesse, i privati sono liberi di tenere o anche distruggere i propri archivi, salvo restanti le sole disposizioni in materia fiscale e contabile, che prevedono la conservazione di alcuni tipi di documentazione per un certo lasso di tempo (in genere dieci anni).
2. I notai: sono cittadini che agiscono con una funzione istituzionale facendo da mediatori tra i due o più autori di un negozio giuridico determinato. Gli archivi notarili, nati nel corso del Basso Medioevo, sono conservati per il loro valore giuridico probatorio nei cosiddetti archivi notarili distrettuali. Secondo la normativa italiana vigente, dopo cent'anni dalla cessazione dell'attività di quel determinato notaio devono essere versati nell'Archivio di Stato locale per essere conservati permanentemente[24].

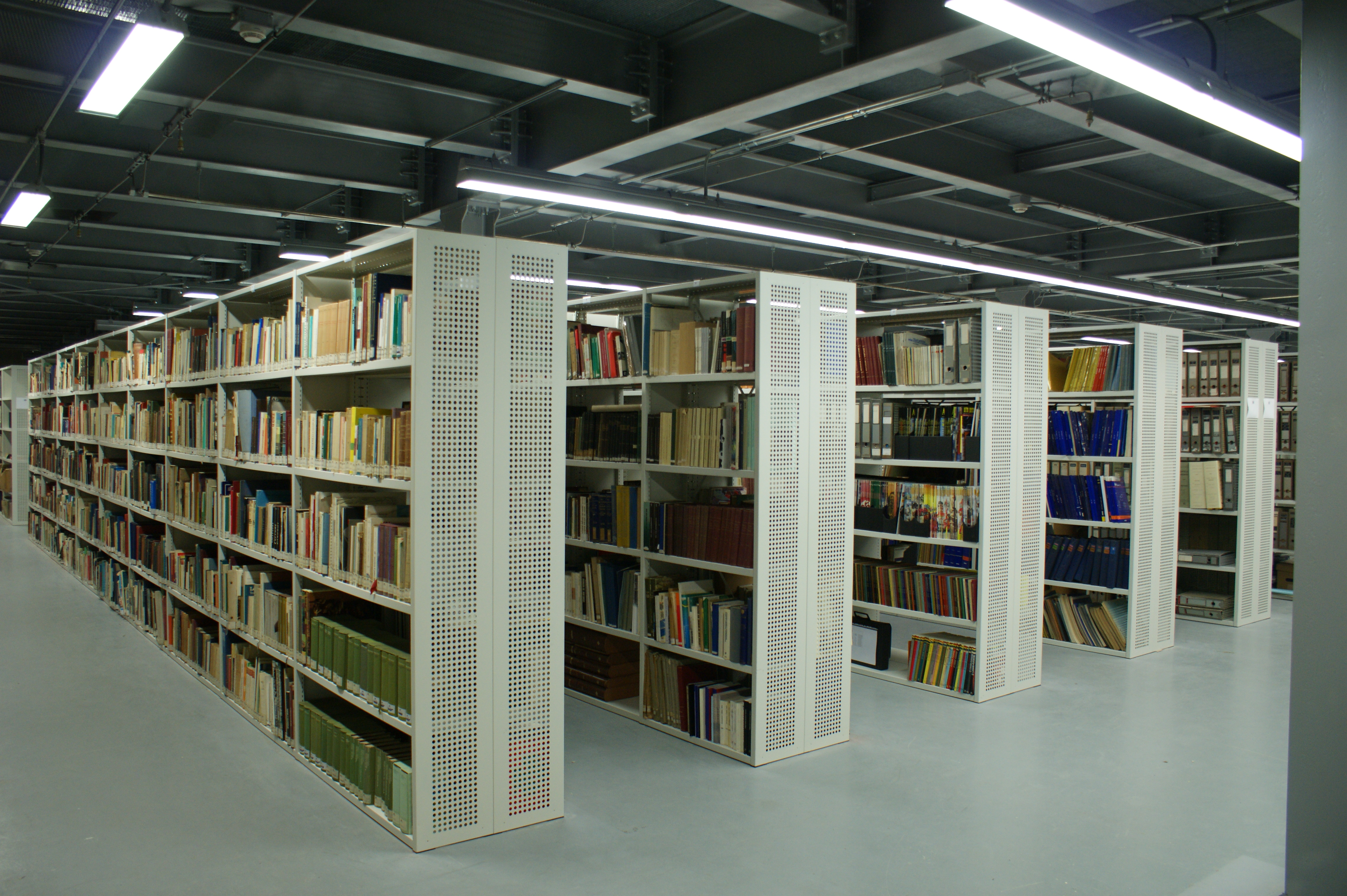
Scaffalature del deposito degli archivi del Centro storico Fiat.

##### Le famiglie
Oltre alle persone, vi possono anche esserci gli archivi prodotti da determinate famiglie (aristocratiche, borghesi o proletarie) nel corso del tempo e che vanno a costituire il cosiddetto patrimonio di famiglia, costituito da documenti di genealogia famigliare, carteggi privati, fotografie, documentazioni anagrafiche e altro materiale ancora. Tra gli archivi di famiglia si possono riscontrare anche quelli legati ad una determinata attività istituzionale, come nel caso delle dinastie (Archivio del patrimonio privato Casa Savoia, conservato presso l'Archivio Centrale dello Stato), delle famiglie aristocratiche (il fondo Sormani Giussani Andreani Verri conservato presso l'Archivio di Stato di Milano) o di importanti famiglie imprenditoriali, quali gli Agnelli (Centro Storico Fiat).

##### Gli archivi ecclesiastici

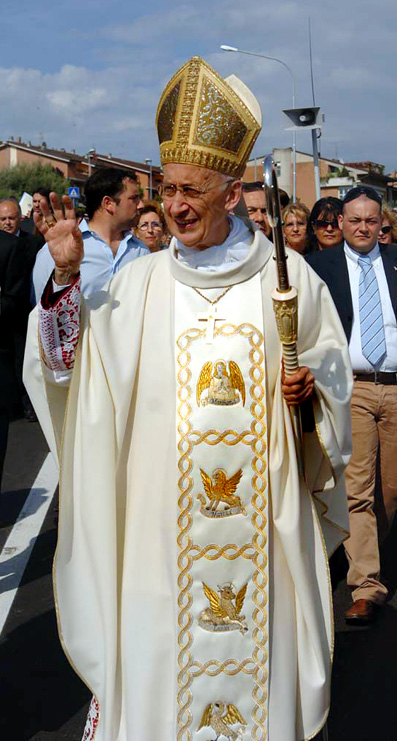
Camillo Ruini

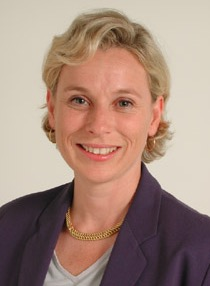
Giovanna Melandri

Esistono inoltre gli archivi ecclesiastici, cioè dipendenti da un'autorità ecclesiastica, che li gestisce coi suoi fondi. Oltre all'Archivio Segreto Vaticano, gli archivi ecclesiastici in territorio italiano si dividono per sottotipi a seconda del grado di organizzazione territoriale della Chiesa locale: gli archivi diocesani e capitolari (cioè di un'assemblea di presbiteri) e gli archivi parrocchiali (di peculiare interesse per quanto riguarda gli studi storici e demografici). Non bisogna dimenticarsi degli archivi dei seminari e quelli degli ordini religiosi.
Gli archivi ecclesiastici presenti sul suolo italiano sono gestiti contemporaneamente dalla Santa Sede che dallo Stato Italiano come stabilito dagli Accordo di Villa Madama del 1984, cui seguirono altre modifiche fino a giungere all'intesa del 18 aprile 2000 tra il cardinale Camillo Ruini, allora presidente della C.E.I., e il ministro Giovanna Melandri (con cui si decisero le modalità di consultazione del materiale archivistico e il luogo della conservazione del medesimo). Con l'entrata in vigore del Codice dei beni culturali nel 2004, gli archivi ecclesiastici figurano nella tipologia dei beni privati e sono sottoposti al controllo sia della Diocesi di riferimento, che della Soprintendenza archivistica e bibliografica competente.

#### Il documento archivistico
Il documento, in ambito archivistico, ha un'accezione molto più ampia rispetto alla sua controparte della scienza diplomatista: se nella diplomatica il documento preso in esame ha sempre una forma giuridica, in ambito archivistico il documento ha anche qui valore giuridico-probatorio, ma la tipologia documentaria è sicuramente più estesa: non vi rientrano solo atti normativi, ma anche documenti di natura privata quali lettere, diari, poesie, fotografie et similia. Il documento archivistico dunque, secondo quanto riportato dalla DGA, si può definire come la:
(Glossario, Documento)

#### Sottotipi di archivi
1. archivi analogici: documenti cartacei cui si aggiungono documenti registrati su supporti diversi (cassette, audio e video)
2. archivi informatici: documenti informatici prodotti, utilizzati e conservati in ambiente informatico; possono entrare a farne parte documenti analogici digitalizzati
3. sistemi archivistici integrati: risultato della fusione o della sovrapposizione delle due tipologie precedenti.

## La struttura dell'archivio
Parlare della struttura di un archivio non è compito facile, in quanto si deve prendere in considerazione la natura del soggetto produttore dell'archivio medesimo e la complessità più o meno accentuata del medesimo. Comunemente un archivio (o un fondo) si struttura secondo quella definizione che è stata definita ad albero rovesciato da parte dell'ISAD(G), cioè una struttura che parte dall'insieme delle unità documentarie (il fondo) fino al singolo documento:
Non bisogna confondere l'unità archivistica con l'unità di condizionamento (o conservazione):
1. L'unità archivistica è l'insieme dei documenti di un determinato affare che sono raggruppati attraverso varie tipologie di unità archivistiche, quali il registro, la filza, il volume, il fascicolo.
2. L'unità di condizionamento, invece, è «il contenitore in forma di busta, faldone, scatola, cartella» di un'unità archivistica.
1. Fondo (guarda sopra per la definizione).
2. Serie: ossia l'insieme delle unità archivistiche facenti parti di un fondo raggruppate secondo «caratteristiche omogenee in relazione alla natura giuridica o alla forma dei documenti come risultato di una specifica attività; alla categoria o alle categorie di un quadro di classificazione; all'oggetto; alla materia»[33]. A loro volta, le serie si possono suddividere in sottoserie, ovvero ulteriori ripartizioni delle serie
3. Unità archivistiche: ossia l'insieme delle unità documentarie raggruppate, in base all'affare ivi trattato in fascicoli, registri, filze o volumi, posti in ordine cronologico inverso e conservate attraverso le unità di condizionamento (o conservazione).
4. Unità documentarie: ossia il singolo documento, l'unità minima del fondo.

La nomenclatura, però, può variare in base al titolario/piano di classificazione adottato dal vertice del soggetto produttore: difatti, non è raro trovare come struttura di un archivio la ripartizione del titolario in diversi modi:
1. Fondo
2. Categorie, eventualmente ripartite in sottocategorie
3. Classi, eventualmente ripartite in sottoclassi
4. Unità archivistiche
5. Unità documentarie

## Vita di un archivio

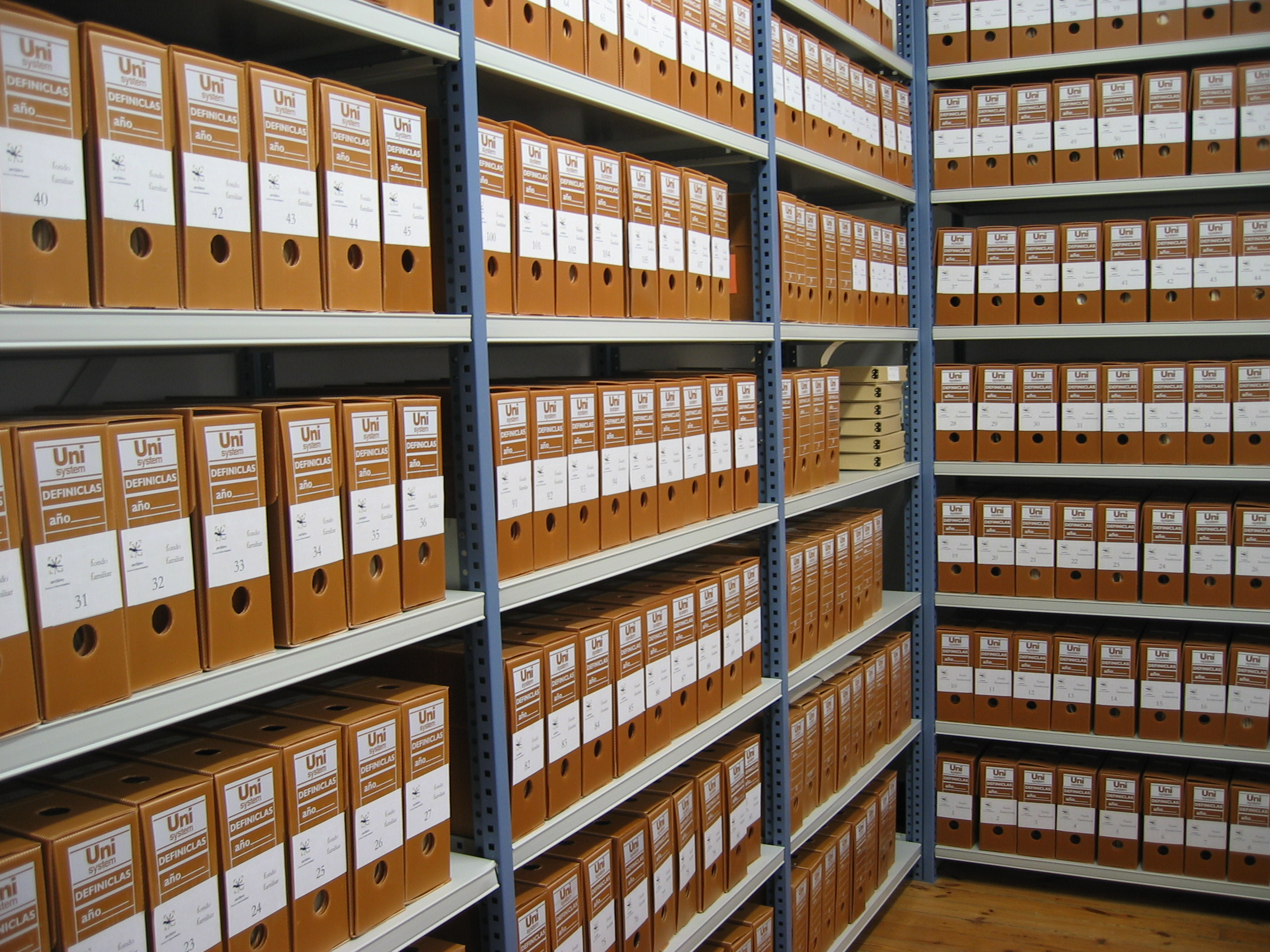
Scaffalature di un archivio

### Considerazioni generali
Un archivio nasce innanzitutto quando un soggetto, detto "produttore" (di documentazione), decide di conservare le testimonianze delle proprie operazioni: a questa decisione è legata la convinzione che tali documenti possano tornare ad essere utili in un futuro più o meno vicino, per questo se ne evita la distruzione. Nelle fasi iniziali la conservazione dei documenti ha essenzialmente finalità pratiche, amministrative e giuridiche, mentre solo col passare del tempo, mentre questi interessi vanno sfumando o decadendo, subentra un altro valore, di tipo storico, legato alla ricerca della conoscenza del passato, da parte degli studiosi. La vita di un archivio si muove su una coordinata temporale (verticale) che va dalla nascita alla chiusura dell'archivio (l'"archivio morto", cioè il cui soggetto produttore non produce più documenti per la cessazione dell'attività, e quindi non è più soggetto agli accrescimenti), fino all'ipotetica data della distruzione dell'archivio. Inoltre l'archivio si riferisce a un determinato territorio ed a una serie di soggetti col quale il soggetto produttore interagisce (coordinata orizzontale). Fondamentale è poi il concetto di "ordine", che serve per garantire una struttura logica e utile per la consultazione, anche se non incide la natura dell'archivio stesso: un archivio disordinato resta sempre un archivio, magari in attesa dell'inventariazione e del riordino, mentre un archivio senza vincolo non è un archivio.
Inoltre occorre mettere in rapporto il fruitore col fondo medesimo attraverso vari strumenti di corredo tra i quali si ricordano gli elenchi, i censimenti, i catologhi e lo strumento principe, ossia l'inventario, un elenco o registro per trovare e catalogare ciò che è in un dato luogo, come una biblioteca o un archivio.

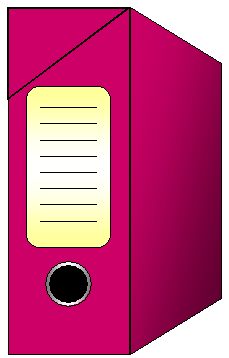
Un esempio di faldone (o cartella), unità di condizionamento utilizzata negli archivi anche correnti, per la conservazione dei fascicoli.

### La vita dell'archivio

#### Secondo la legislazione italiana
La vita di un archivio, secondo la normativa italiana (che ha preso spunto dal capitolo IX De ordinis archivis servando del De archivis liber singularis del vescovo e poeta cremonese Baldassarre Bonifacio)  è stata schematizzata in tre fasi, che corrispondono a: l'archivio corrente (per gli affari in corso); l'archivio di deposito (per gli affari detti "esauriti"); l'archivio storico (per i documenti con più di 30 anni di età, destinati a venir conservati per sempre). Tutte queste tre fasi, secondo il D.P.C.M. 31 ottobre 2000, devono essere gestite attraverso il cosiddetto manuale di gestione.

##### Archivio corrente
È la fase dell'archivio in cui si trattano gli affari in corso e rispecchia l'attività del soggetto produttore che ne stabilisce l'ordinamento. In sostanza, durante la fase dell'archivio corrente, si esplicano la registrazione o protocollazione, con cui si dà ad un documento prodotto o entrante nell'archivio un numero progressivo e analitico e lo si registra nell'apposito registro di protocollo. Poi, sulla base del titolario (o piano di classificazione), si inquadra il documento nell'ordine logico dato all'archivio dal soggetto produttore ed infine lo si fascicola, segnandolo nell'apposito repertorio dei fascicoli. Viene ricordato anche il piano di conservazione, o massimario di scarto, con cui il vertice dell'ente produttore stabilisce la durata degli archivi prodotti o ricevuti. Tale strumento permette di addentrarci e affrontare, per quanto sinteticamente, la fase di deposito.

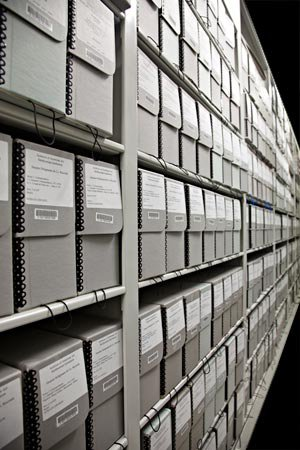
Scaffalature di un deposito presso la sede dell'Archives of American Art a Washington, D.C.

##### Archivio di deposito o disedimentazione
Quando la documentazione non ha più un interesse quotidiano, si passa alla fase di deposito o di sedimentazione. I documenti di deposito sono gestiti in altri locali in cui c'è il soggetto produttore, oppure può affidare in outsourcing la fase di deposito (ovvero la conservazione in altri locali di sua proprietà oppure presso terzi). Durante la fase di deposito v'è l'attività fondamentale, per la vita dell'archivio, consistente nella selezione dei documenti e, qualora questi non verranno riconosciuti come beni culturali, verranno scartati.
Per quanto riguarda gli archivi degli organi periferici dello Stato, questo compito è affidato alle Commissioni di sorveglianza che, basandosi sui massimari di scarto (o piani di conservazione), sono in grado di valutare la durata di "vita" di un determinato documento. Per quanto concerne i documenti provenienti dagli archivi degli enti statali, essi giacciono nei depositi, in linea generale, per circa 30 anni; per i soggetti pubblici e privati, invece, non v'è una normativa solida come quella per gli archivi statali, in quanto non sono previste delle commissioni per i primi, mentre per i secondi vi sono varie modalità stabilite dalla legge con cui versare negli Istituti di concentrazione il loro patrimonio documentario (comodato, cessione, donazione, vendita...).

##### Archivio storico
Quando la documentazione ha perso ogni attività di legame con il soggetto produttore ed è stata valutata da una 'Commissione di sorveglianza' di rilevanza storica, inizia la fase storica dell'archivio. Nel passaggio all'archivio storico ci sono cambiamenti importanti: in un soggetto produttore privato l'archivio è tenuto dal privato e quindi non c'è passaggio di proprietà da un ente a un altro; per il soggetto produttore statale, invece, i documenti non scartati andranno a sedimentarsi negli appositi fondi custoditi dall'Archivio di Stato competente. L'ordinamento archivistico italiano, basato sul metodo storico patrocinato dall'archivista toscano Francesco Bonaini (1806-1874), prevede il rispetto dei fondi e la ricostruzione storica del soggetto produttore e della storia dell'archivio suddetto.
Durante questa fase, in cui l'archivio diventa oggetto di studio per gli studiosi, l'archivista ha il compito non solo di conservarlo correttamente sia dal punto di vista materiale che tecnico-archivistico.

#### Secondo la legislazione tedesca e francese

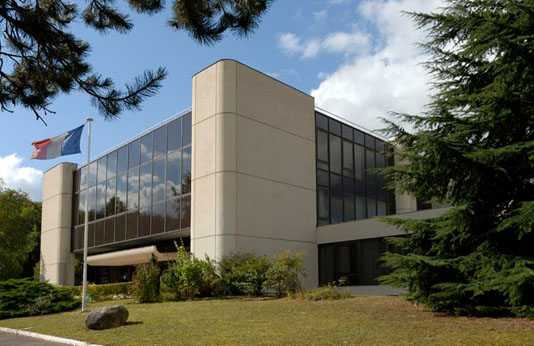
L'archivio intermedio di Fontainbleau.

In area tedesca prevale l'impostazioni in quattro fasi delle quali solo l'ultima è definita "archivio", mentre le altre sono dette "registratura" (corrente, di deposito e prearchivio, ovvero la fase di scarto), sottolineandone le finalità più immediate e pratiche. In Italia, questa definizione è stata adottata da Elio Lodolini, come si è visto nella sezione relativa alla definizione di archivio.
In area francese esistono pure quattro fasi, come in Germania, ma vengono denominate già tutte "archivio", come in Italia. Se la terza fase è denominata archivio intermedio o pre-archivio, che serve a liberare gli archivi di deposito e porli in altre strutture (come nei depositi della Cité des archives contemporaines a Fontainebleau, località poco distante da Parigi), la quarta fase del modello francese è in sintesi la fase dello scarto, che in Italia è inglobata al termine della fase di deposito. Durante lo scarto si distruggono tutti i documenti ritenuti superflui per la memoria futura, ad esempio i doppioni, i contenuti accessori, ecc. Nell'archivistica francese, vengono spesso distrutte intere serie organiche, secondo le  circolari di scarto degli archivi (archiviato dall'url originale l'8 novembre 2010)..

## Organizzazione archivistica internazionale

### Premessa
In tutti i paesi del mondo esiste un interesse verso gli archivi come luoghi della conservazione della memoria (culturale, amministrativa, pratica, giuridica, ecc.), per questo essi sono tenuti e gestiti secondo precise disposizioni statali, che ne garantiscono la conservazione. Ogni nazione segue però principi propri, che vengono stabiliti in maniera autonoma e, pur con molteplici punti in comune, possono essere contraddistinti da forti differenze sia nella forma che nella sostanza.

### Consiglio Internazionale degli Archivi (CIA o ICA)
A livello internazionale esistono alcune organizzazioni che facilitano il collegamento tra le singole entità nazionali, senza però imporre normative da applicare a livello sopranazionale. Il Consiglio Internazionale degli archivi (CIA) fu fondato nel giugno 1949 per assicurare la conservazione, la fruizione e la valorizzazione del patrimonio archivistico mondiale. Vi partecipano le istituzioni archivistiche nazionali, regionali, locali, pubbliche e private, le associazioni professionali di categoria, archivisti a titolo individuale e membri d'onore: la sua struttura è quindi molto articolata.

#### Gli standard descrittivi
L'ICA ha patrocinato, a partire dagli anni '90, la creazione di standard descrittivi per gli elementi che partecipano alla consistenza di un archivio:
1. ISAD, acronimo di General International Standard Archival Description), fornisce le norme su come descrivere i fondi di un Istituto, al fine di creare degli strumenti di ricerca.
2. ISAAR è lo strumento che permette di creare la descrizione del soggetto produttore.
3. ISDIAH. Ha lo stesso ruolo dell'ISAAR, ma al contrario di quest'ultimo l'ISDIAH parla del soggetto conservatore.
4. ISDF: International Standard for Describing Functions

Il logo dell'UNESCO

5. EAD/EAC.

### UNESCO
L'UNESCO, acronimo per Organizzazione delle Nazioni Unite per l'educazione, la scienza e la cultura, è uno dei dipartimenti in cui si divide l'ONU. Fondata nel 1945 per incoraggiare la collaborazione tra le Nazioni nelle aree dell'istruzione, scienza, cultura e comunicazione, l'UNESCO ha una sezione dedicata esclusivamente agli archivi risalente al 1947 e denominata UNESCO Archives, col compito di preservare gli archivi di fondazioni, enti non governativi e altri, ma soprattutto di spiegare e sensibilizzare sulla digitalizzazione del patrimonio archivistico mondiale.

#### All'alba del Regno d'Italia

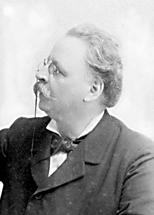
Francesco Trinchera, direttore dell'ASNa e poi senatore del Regno.

## Organizzazione archivistica italiana

### Storia della normativa italiana

#### Gli archivi italiani e le proposte di Francesco Bonaini
Al momento dell’Unità la normativa riguardante i 15 archivi statali italiani, concentrati prevalentemente nelle capitali degli Stati preunitari, era quanto mai più frastagliata: se nell'ex Granducato di Toscana e nell'ex Regno delle Due Sicilie gli archivi - in quest'ultimo Stato vi erano poi gli "archivi provinciali" per distinguerli dai due principali di Napoli e di Palermo - erano posti sotto il Ministero dell'Istruzione Pubblica, nell'ex Lombardo-Veneto e negli altri Stati pre-unitari invece gli archivi erano governativi, per cui sottoposti al controllo diretto del Ministero dell'Interno.
Tra il 1861 e il 1870, Francesco Bonaini cercò di proporre più volte (1861 e 1865) che gli archivi di Stato fossero sottoposti alle dipendenze del Ministero dell'Istruzione Pubblica e che fossero poi messi alle dipendenze di quattro grandi Sovrintendenze archivistiche che avessero competenze anche sugli archivi comunali e su quelli notarili. Inoltre, Bonaini proponeva la creazione delle scuole di paleografia (antesignane delle attuali Scuole di Archivistica, Paleografia e Diplomatica) per la formazione del nuovo personale archivistico. Tali proposte furono riprese, infine, nel 1867, quando a Firenze si riunì il Congresso internazionale di Statistica cui parteciparono, oltre a vari storici italiani, anche i direttori dell'Archivio di Stato di Venezia Tommaso Gar, quello di Napoli Francesco Trinchera ed infine lo stesso Bonaini.

#### La commissione Cibrario e il R.D. 1852/1874

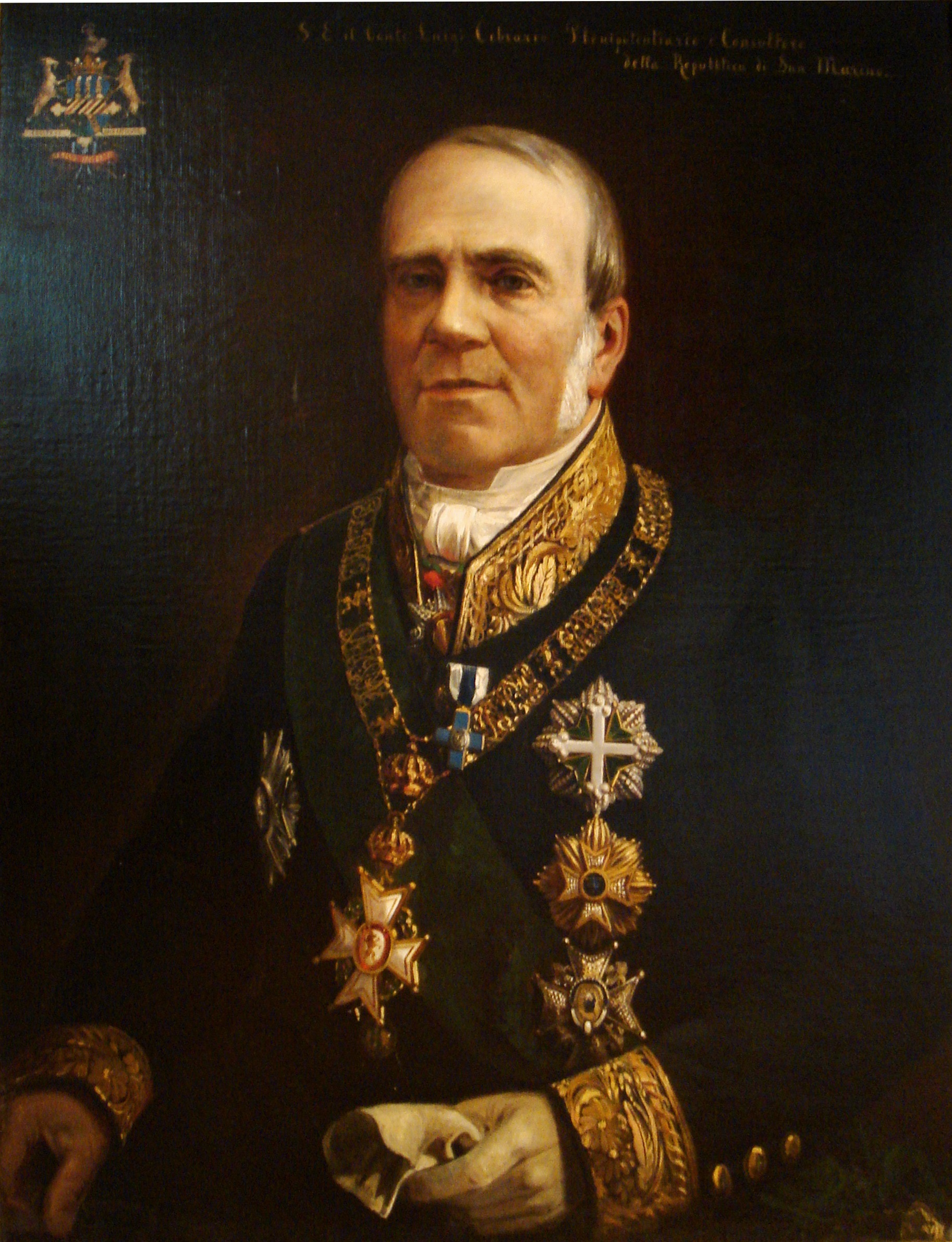
Pierre Tetar van Elven, Ritratto di Luigi Cibrario, olio su tela, Museo di Stato di San Marino, 1864

Il dibattito che archivisti ed intellettuali stavano sviluppando in riunioni e congressi, fu poi portato all'attenzione del Parlamento. Il governo, col decreto 15 marzo 1870, istituì la "Commissione Cibrario", dal nome del senatore e ministro Luigi Cibrario che analizzò i 14 quesiti posti dal Parlamento. La commissione, composta sia da politici quali i senatori Michelangelo Castelli e Diodato Pallieri che da archivisti quali Francesco Bonaini (che per problemi di salute mentale non vi partecipò), Francesco Trinchera, Tommaso Gar e il direttore dell'Archivio di Stato di Milano Luigi Osio, aveva il compito di valutare l'importanza degli archivi comunali e notarili; di stabilire delle normative relative ai versamenti e la creazione delle Sovrintendenze archivistiche formulate dal Bonaini, così come l'adozione del metodo storico per l'ordinamento degli Archivi di Stato. Il problema più spinoso, però, riguardò la questione del ministero cui far dipendere gli archivi. La commissione, infatti, si trovò disgiunta se affidare gli archivi al Ministero dell'Istruzione (in quanto i documenti sono testimonianza storica e culturale) o al Ministero dell'Interno (in quanto gli archivi sono i depositari degli atti emanati dal potere). Per un solo voto, si decise alla fine di far dipendere gli archivi dal Ministero dell'Interno:
(Relazione della Commissione istituita dai Ministri dell'Interno e della Pubblica Istruzione con decreto 15 marzo 1870, p. 3)
Tale verdetto fu poi legiferato tramite il Regio Decreto 1852/1874, che stabilì quanto deciso dai membri della Commissione.

#### L'Italia liberale
Ecco le principali tappe della normativa legislativa italiana in materia archivistica dopo la Commissione Cibrario:

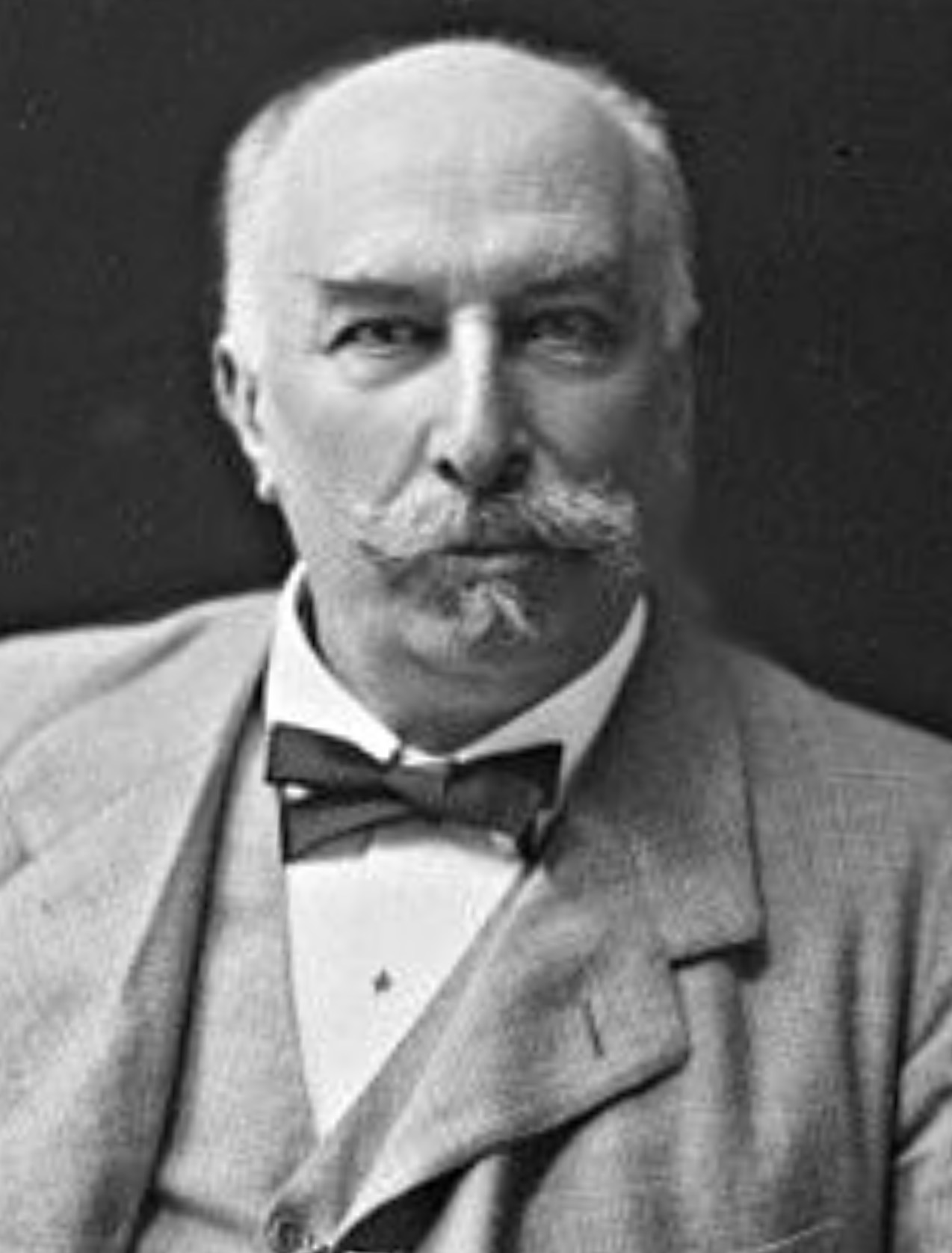
Giovanni Giolitti, presidente del consiglio e ministro dell'interno al momento dell'emanazione del R.D. 1163/1911

- Giovanni Giolitti, presidente del consiglio e ministro dell'interno al momento dell'emanazione del R.D. 1163/1911R.D. 2552/1875: stabilisce che tutti gli organi periferici dello Stato debbano versare quei documenti il cui negozio si è ormai esaurito negli Archivi di Stato locali; per quanto riguarda i ministeri, invece, devono versare nell'Archivio del Regno (attuale Archivio Centrale dello Stato), fondato il 30 dicembre 1871. Al contempo, l'articolo 22 pone sotto l'attività di sorveglianza gli archivi non statali e quelli ecclesiastici da parte delle Soprintendenze[46]. Inoltre, tale regio decreto consacra il metodo storico del Bonaini quale metodo per la gestione degli archivi del regno[47] e un primo regolamento delle scuole di paleografia, che si decise di farle dipendere dal Ministero della Pubblica Istruzione.
- R.D. 4 maggio 1885: l'articolo 1 dichiara che rientrano nel demanio statale anche gli archivi[48].
- Con la Circolare Astengo (circ. 17100/2 del 1897) si provvide ad elaborare delle norme per gli uffici delle amministrazioni pubbliche territoriali (Comuni) e per gli archivi notarili, tenendo conto in particolar modo della tenuta del registro di protocollo[49]. Tutto ciò fu il preludio per l'emissione del R.D. 35/1900, vigente fino al 1998, con l'istituzione del registro di protocollo negli uffici ministeriali e le indicazioni per la tenuta degli archivi storici a loro afferenti[50].
- R.D. 2 ottobre 1163/1911: è la prima legge completamente dedicata all'organizzazione degli archivi e della materia archivistica in Italia[42]. Fondamentale ancora oggi per le scuole APD, il R.D. 1163/1911 prevedeva infatti la durata biennale delle scuole con lezioni bisettimanali, la frequenza obbligatoria e le norme per lo svolgimento degli esami finali. Inoltre, prevedeva delle norme sullo scarto (questo non doveva avvenire senza l'approvazione del Consiglio generale degli archivi, avvisato in questo dai prefetti con nulla osta del Direttore dell'Archivio di Stato competente). Inoltre, si provvide ad obbligare gli enti pubblici e quelli ecclesiastici a tenere in ordine i loro archivi.

#### Sotto il fascismo: accentramento e la Legge Bottai

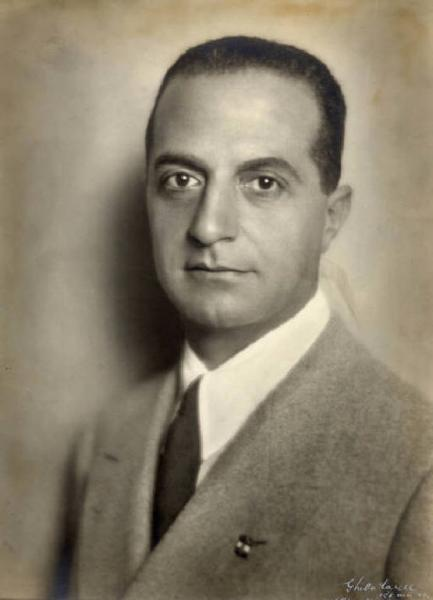
Giuseppe Bottai nel 1937.

Con la marcia su Roma del 28 ottobre del 1922, Benito Mussolini, con la complicità della Corona, dell'esercito e dell'industria, prendeva il controllo del governo, aprendo così la stagione del Ventennio (1922-1943).
In materia archivistica Mussolini, per lungo tempo ministro dell'Interno, intendeva istituire degli Archivi di Stato in ogni provincia e, successivamente, quella di far dipendere i medesimi dallo stessa presidenza del consiglio e quindi dal Duce, idea poi accantonata. Tuttavia, il fascismo si occupò di quanto i governi dell'età liberale e giolittiana non si erano interessati, ovvero la definitiva statalizzazione degli archivi provinciali meridionali, finora dotati di uno status particolare e assumendo il nome di Archivi provinciali di Stato (1932); l'intervento sugli archivi privati, che erano ancora regolati secondo quanto stabilito nel 1848 da Carlo Alberto; e l'aggregazione degli archivi notarili agli Archivi di Stato.
I principali risultati legislativi dei progetti di Mussolini si realizzarono, poi, attraverso la legge 2006/1939 (Legge Bottai) e gli articoli 822-23-24 del Codice Civile del 1942:
- Legge 2006/1939, l'unica legge fra le "Leggi Bottai" dedicata completamente agli archivi ed espressione della concezione fascista nel controllo degli archivi. In essa si delineano i compiti degli archivi pubblici, statali e privati. Si delineano le competentenze delle neonate Soprintendenze archivistiche e si stabilisce la creazione di un Archivio di Stato in ogni capoluogo[52]. Gli archivi continuano a rientrare nella dimensione amministrativa e giuridico-probatorio, non venendo considerati come "beni culturali"[53]. Infine, si dispose il versamento degli atti dei notai prodotti prima dell'anno 1800 dagli archivi notarili in quelli di Stato[54]. La legge Bottai, comunque, non ebbe un'efficacia pratica incisiva: l'anno successivo l'Italia entrerà nella Seconda guerra mondiale e la caduta del fascismo il 25 luglio del 1943 vanificarono molte delle proposte sugli archivi, venendo però riprese in parte nel corso dell'età repubblicana.
- Articoli 822-823-824 del Codice civile (1942): esplicano il concetto di demanio pubblico («Fanno parimenti parte del demanio pubblico [...] le raccolte dei musei, delle pinacoteche, degli archivi, delle biblioteche», art. 822) e la loro inalienabilità dal territorio italiano (art. 823). L'articolo 824 ribadisce lo stesso concetto anche per gli archivi degli enti pubblici territoriali quali Comuni, Provincie e Regioni.

#### L'età repubblicana

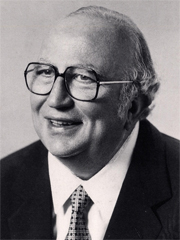
Giovanni Spadolini

- "Legge sugli archivi"[55] del 1963. Prima legge dedicata esclusivamente agli archivi dal 1911, nel D.P.R. 30 settembre 1963 n°1409 (rivisto in parte nel 1975) si viene a delineare il funzionamento archivistico italiano fino all'entrata in vigore del Dlgs. 42/2004, ossia il Codice dei Beni Culturali e del Paesaggio[56].
- Sempre nel 1963 (D.P.R. 1409/1963) vengono istituite commissioni per la sorveglianza sull'attività degli organi dello Stato da parte di Archivi di Stato e Soprintendenze e l'attività di scarto di materiali non ritenuti atti ad entrare nell'Archivio storico dopo la fase di deposito.
- Commissione Franceschini del 1964, in cui si propose di far entrare nel novero dei beni culturali anche gli archivi.
- 1974: Gli archivi di Stato passano sotto la giurisdizione del neonato MIBAC (Ministero dei Beni Culturali e del Paesaggio) con il D.L. 14 dicembre 1974, per volontà del ministro Giovanni Spadolini[57]. Il nuovo Ministero entra in funzione il 1º marzo 1975, dopo che ci fu la conversione in legge del D.L il 29 gennaio 1975[58].
- D.P.R. 30 dicembre 1975, n. 854 stabilisce che il Ministero dell'interno, che fino a quel momento aveva avuto la giurisdizione degli Archivi di Stato, continui tuttavia ad avere voce in capitolo «in materia di documenti archivistici non ammessi alla libera consultabilità»[59].

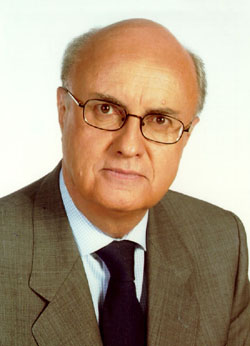
Giuliano Urbani

- Giuliano UrbaniLegge 241/1990, artt. 3, 8, 22 sul procedimento amministrativo. Per quanto riguarda l'amministrazione archivistica:
  - Articolo 3: "Motivazione del provvedimento". L'articolo 3bis, aggiunto nel 2005 e avente per oggetto l'uso della telematica.
  - Articolo 8: "Modalità e contenuti della comunicazione di avvio del procedimento"
  - Articolo 22: "Definizioni e modalità di accesso"
- D lgs 490/1998, ovvero il Testo Unico delle disposizioni legislative in materia di beni culturali e ambientali, riunisce tutte le disposizioni in materia culturale legiferate durante il XX secolo[60].
- D.P.R. 445/2000, ossia il Testo unico delle disposizioni legislative e regolamentari in materia di documentazione amministrativa. L'articolo 68, avente per oggetto le Disposizioni per la conservazione degli archivi, disciplina i flussi documentali degli archivi, il piano di conservazione, il controllo sugli spostamenti e il rispetto della legge sulla privacy.
- D.P.R. 37/2001: vengono ridelineati i compiti, le funzioni e le modalità di esecuzione delle componenti delle Commissioni di sorveglianza. L'oggetto del decreto infatti recita: "Regolamento di semplificazione dei procedimenti di costituzione e rinnovo delle Commissioni di sorveglianza sugli archivi e per lo scarto dei documenti degli uffici dello Stato".
- D. lgs. 42/2004: Entra in vigore il Codice dei Beni culturali e del paesaggio ad opera del ministro Giuliano Urbani (perciò detto anche Decreto Urbani). Da questo momento in avanti, il codice sostituisce la legge del 1963 e il Testo unico del 1998 e, nel corso degli anni, ha avuto numerose revisioni, modifiche e/o aggiunte (l'ultima nel 2008)[61].

Riassumendo, tra 1874 e 2004 le principali disposizioni normative in materia archivistica sono state:
1. R.D. 1852/1874: dipendenza degli archivi dal Ministero dell'Interno.
2. R.D. 2552/1875: adottamento del metodo storico e disposizioni di versamento negli Archivi di Stato e nell'Archivio del Regno. Creazione delle Soprintendenze archivistiche, abolite poi nel 1891.
3. R.D. 1163/1911: regolamento dell'Amministrazione archivistica e il funzionamento delle Scuole di Stato di archivistica.
4. Legge Bottai 2006/1939 che esprime la volontà accentratrice del fascismo con la creazione degli archivi di Stato in ogni provincia, la creazione delle Soprintendenze archivistiche e l'attenzione sugli archivi privati e quelli notarili.
5. Codice civile del 1942, art. 822-824: gli archivi sono riconfermati come beni demaniali statali (cfr. legge 1885).
6. D.P.R. 1409/1963, detta "Legge fondamentale degli archivi".
7. 1975: gli archivi passano sotto la giurisdizione del nuovo Ministero dei beni culturali, entrandone a far parte a pieno titolo.
8. Testo unico 1998 (d. lgs. 490/1998): riunisce tutte le disposizioni legislative riguardo ai beni culturali in quel momento vigenti.
9. D. lgs. 42/2004: entrata in vigore del Codice dei Beni culturali e del paesaggio, che comprende anche la normativa relativa agli archivi.

### L'amministrazione archivistica italiana attuale

#### Gli archivi come beni culturali

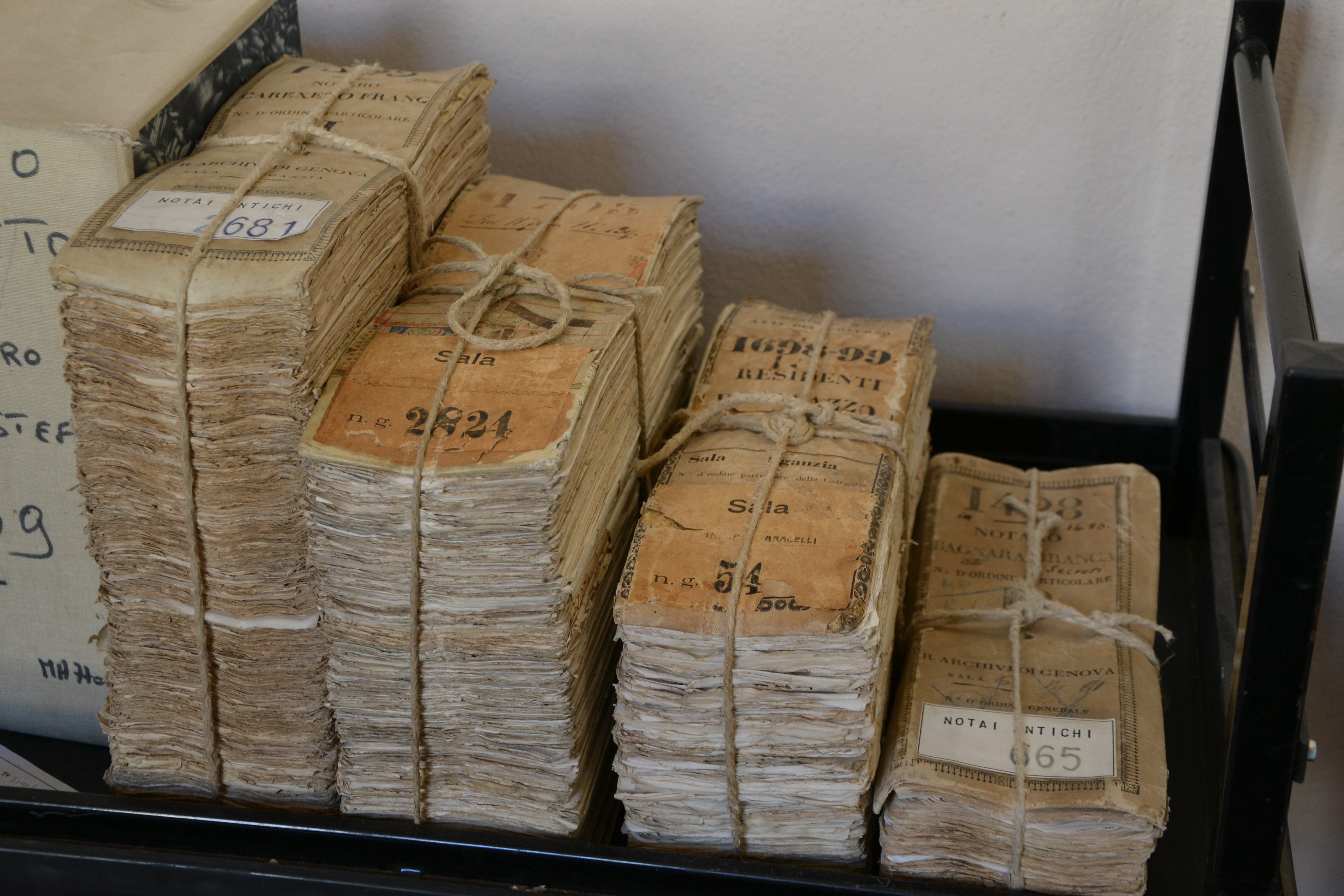
Serie di fascicoli accatastati provenienti dall'Archivio di Stato di Genova

Seguendo la linea già prevista a livello internazionale fin dal 1954 con la Convenzione dell'Aja, anche nel contesto italiano ci si avviò alla definizione di bene culturale (Commissione Franceschini del 1964, chiamata così perché presieduta dall'onorevole Francesco Franceschini), partendo dall'articolo 9 della Costituzione Italiana del 1948. Con la creazione del Ministero per i beni culturali e ambientali nel 1975, voluto da Giovanni Spadolini e Aldo Moro, si decise, e solo in fase di conversione del decreto legge in legge (29 gennaio 1975) grazie ad una presa di posizione di gran parte degli archivisti di Stato italiani, di inserire anche gli archivi tra i beni culturali. La presenza degli archivi tra i beni culturali è stata ribadita dalle disposizioni del Testo Unico (Dlgs. n. 490 del 29 ottobre 1998) e del Codice dei Beni Culturali (Dlgs. 42 del 22 gennaio 2004). In quest'ultimo testo sono precisamente indicati tra i beni culturali «gli archivi e singoli documenti dello Stato, delle regioni e degli altri enti pubblici territoriali, nonché di ogni altro ente ed istituto pubblico» e «gli archivi e i singoli documenti, appartenenti a privati, che rivestono interesse storico particolarmente importante».

#### Il MIBAC e la DGA
In Italia gli archivi ricadono sotto la giurisdizione del Ministero per i beni e le attività culturali, il quale ha una serie di Direzioni Generali competenti per argomento: gli archivi ricadono sotto il controllo della Direzione generale Archivi (DGA), che svolge le funzioni e i compiti, non attribuiti ai segretari regionali o ai soprintendenti di settore ai sensi delle disposizioni in materia, relativi alla tutela dei beni archivistici. L'amministrazione, entrando nel dettaglio, si articola in organi centrali e in una serie di organi periferici. 

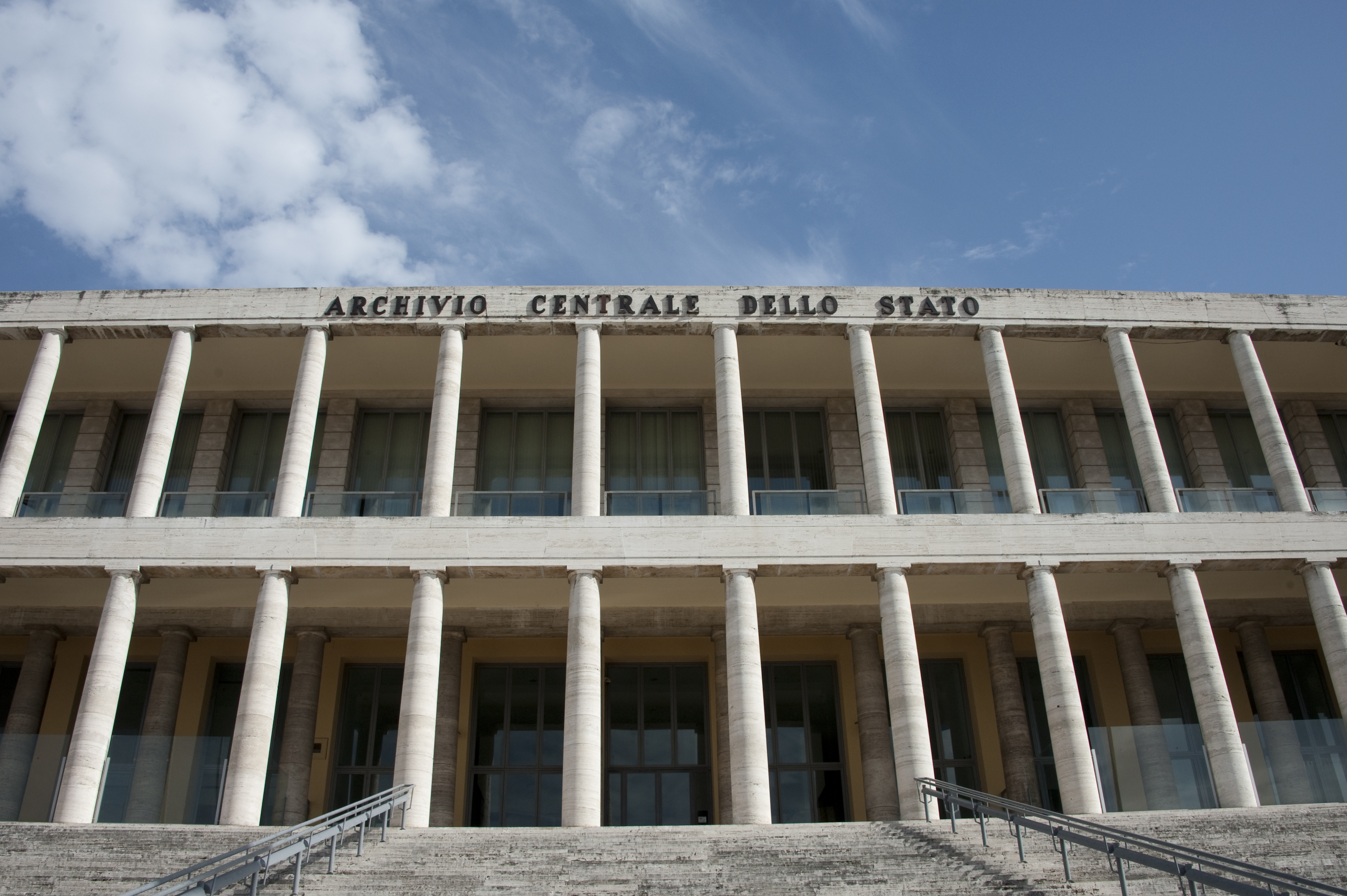
L'Archivio Centrale dello Stato, nel quartiere EUR a Roma.

#### Organi centrali
L'unico organo centrale è la:
- La DGA, suddivisa in tre servizi.

### Istituti autonomi
- L'Istituto Centrale per gli archivi (ICAR), con finalità di ricerca e di studio.
- L'Archivio Centrale dello Stato (ACS), avente il compito di conservare il materiale documentario proveniente dai vari ministeri, fuorché quello degli Esteri e parte di quello della Difesa per la fase operativa.

#### Organi periferici
Gli organi periferici si dividono, invece, in:
- 15 Soprintendenze archivistiche e bibliografiche (SAB), secondo la denominazione assunta a partire dal 2016 che ha visto le Soprintendenze regionali, oltre a sorvegliare sugli archivi non statali, anche sulle biblioteche degli enti pubblici[66]. Le SAB sono situate quasi tutte in ciascuna regione italiana[N 5] e svolgono una funzione di tutela e di assistenza verso gli archivi non statali, ovvero gli archivi pubblici (Archivi di Regioni, Province e Comuni) e quelli privati dichiarati di notevole interesse storico (con notifica emessa proprio dalla soprintendenza). Nel linguaggio tecnico la sua mansione di controllo si chiama "vigilanza". L'Archivio di Stato di Torino

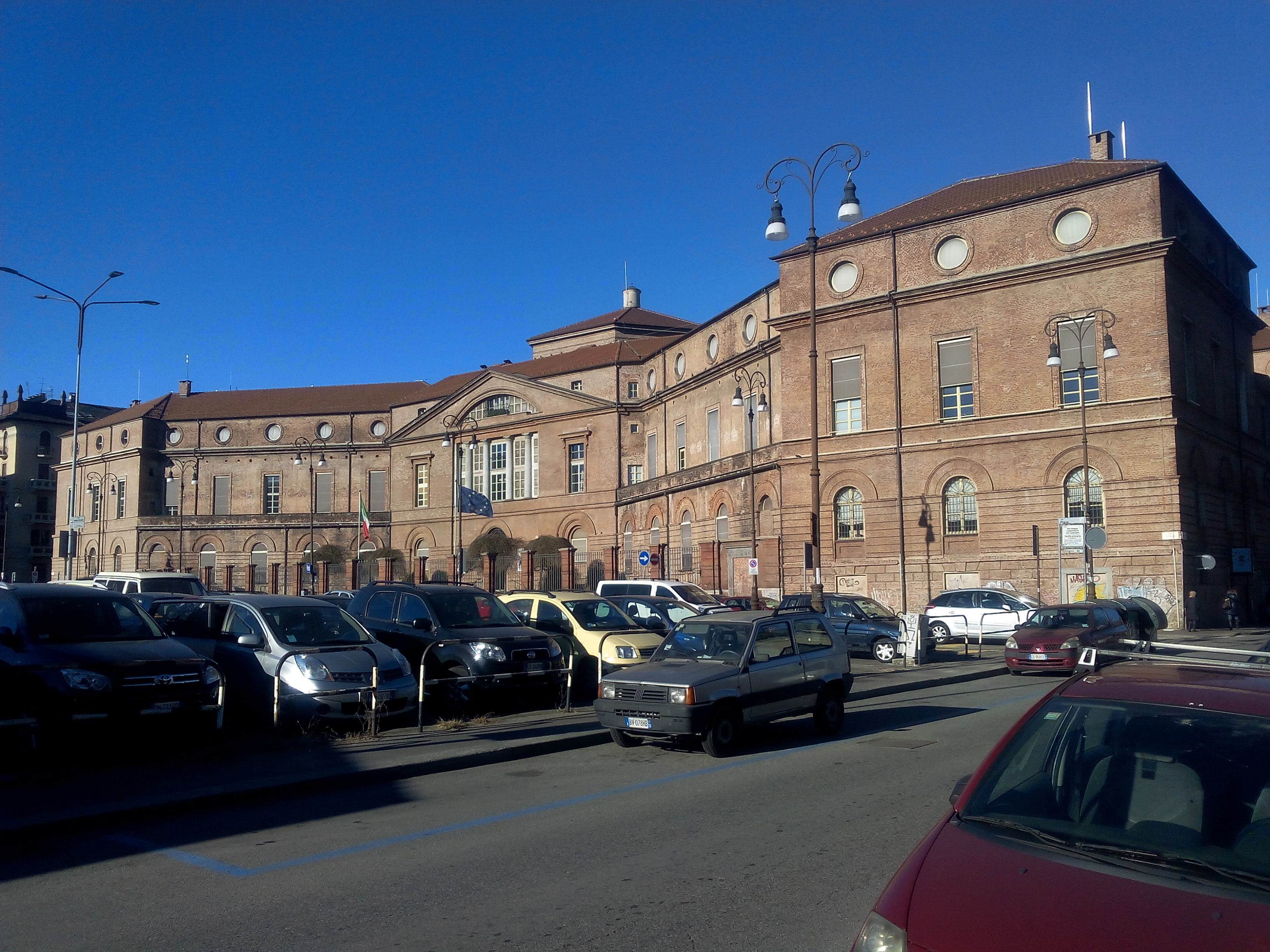
L'Archivio di Stato di Torino

- 101 Archivi di Stato (AS), che hanno sede in ciascun capoluogo di provincia (tranne che in alcuni capoluoghi di recente istituzione, dove non sono stati istituiti). Gli Archivi di Stato si occupano di conservare le carte delle amministrazioni statali centrali e periferiche della propria circoscrizione (preunitarie e postunitarie) e gli archivi di enti pubblici e privati, quando necessario e secondo le modalità prima osservate[67]. Gli Archivi di Stato inoltre sorvegliano tutti gli archivi degli istituti statali di quella provincia: questura, prefettura, direzione di poste e telegrafi, tribunale e via dicendo. Il nome tecnico della sua mansione di controllo è "sorveglianza". Gli Archivi di Stato hanno anche il compito di valorizzare, secondo uno dei due pilastri su cui si basa il Codice dei beni culturali, il patrimonio archivistico sedimentato, oltreché di formare gli aspiranti archivisti nelle dottrine della scienza archivistica, paleografica e diplomatica. A tal fine, in diciassette archivi di Stato hanno sede le Scuole di archivistica, paleografia e diplomatica[68].
- 33 Sezioni di Archivi di Stato[69] che sono analoghe agli archivi di Stato, ma poste in un comune non capoluogo e subordinate all'archivio di Stato del capoluogo[69]. Si tratta di archivi formatisi storicamente con una rilevante qualità e quantità di documenti che, secondo il principio basilare di mantenere sempre gli archivi nel territorio che li ha prodotti, vengono mantenuti nella città di origine.

### Portali, iniziative e associazioni a livello nazionale

#### Portali informatici
Oltre al sito della  DGA., che fornisce uno sguardo d'insieme sulle attività degli archivi in Italia, si ricordano i seguenti portali web afferenti a varie realtà:
- SAN, ovvero Sistema archivistico nazionale. Portale che permette di ricercare simultaneamente negli Archivi di Stato le descrizioni dei loro patrimoni nel SIAS (Sistema Informativo Archivi di Stato), mentre gli enti vigilati dalla Sovrintendenza hanno la loro descrizione nel SIUSA:
- SIAS (archiviato dall'url originale il 25 febbraio 2019)., ovvero Sistema informativo Archivi di Stato. È il contenitore virtuale in cui sono stati riversati i mezzi di corredo degli Archivi di Stato, ovvero i fondi e le varie collezioni
- SIUSA (archiviato dall'url originale il 20 novembre 2018).: ovvero Sistema Informativo Unificato Sovrintendenze Archivistiche. Il sito descrive tutti i patrimoni archivistici che sono stati prodotti da privati, da enti pubblici, da enti religiosi e che sono tutelati dalle Soprintendenze archivistiche e bibliografiche.

#### LaGuida generale degli Archivi di Stato italiani
Patrocinata verso il 1966 da Claudio Pavone e da Piero d'Angiolini, la Guida generale degli Archivi di Stato Italiani vide la stesura delle voci di 95 Archivi di Stato in circa trent'anni di lavori, voci a loro volta distribuite in quattro volumi. In seguito al processo di digitalizzazione del società, si è avviato il caricamento delle voci tramite internet, cercando al contempo di riadattarle secondo le normative provenienti dagli standard nazionali. Nel 2009 fu completato questo processo, dando avvio al progetto digitale Sistema Guida Generale degli Archivi di Stato.

#### L'A.N.A.I.
L'A.N.A.I., costituita nel 1949, originariamente era l'associazione degli archivisti di Stato, ma successivamente divenne l'associazione di tutti gli archivisti italiani. L'ANAI è articolata in Sezioni Regionali e pubblica la rivista «Archivi» e si occupa di fornire percorsi formativi agli archivisti riguardo alle ultime novità in campo legislativo.

### Espositive
1. ↑  In Lombardia le prime testimonianze risalgono alla civiltà camuna (graffiti su pietra), ma per intendere l'archivio inteso come odierno è necessario che 1) la civiltà sia stabile e organizzata; 2) organizzazione archivistica stabile con supporti duraturi; 3) finalità pratiche.
2. ↑  L'archivio privato di Giulio Andreotti è stato donato dagli eredi nel 2007 all'Istituto Luigi Sturzo di Roma (cfr. Archivio Andreotti), mentre gli ultimi due sono conservati presso l'Archivio di Stato di Milano.
3. ↑  Più precisamente, erano sottoposti a questo ministero gli archivi del Regno di Sardegna (Archivio governativo di Torino, quello di Cagliari e quello di Genova), poi quelli del Lombardo-Veneto (Milano e Brescia) ed infine quelli del Ducato di Modena e di Parma. Situazione particolare riguardava il "Grande archivio di Palermo" che, nonostante la legislazione borbonica, ricadeva direttamente sotto il controllo del Ministero dell'Interno.
4. ↑  Queste Soprintendenze non devono essere accomunate con le attuali Soprintendenze archivistiche e bibliografiche: semmai, erano degli organi di controllo locale dell'attività dei vari archivi statali. Istituite col R.D. 1861/1874, le 10 “Soprintendenze degli Archivi di Stato" (quella del Piemonte, della Liguria, della Lombardia, dell'Emilia, della Toscana, quella Romana, quella Napoletana, quella della Sicilia ed infine quella della Sardegna) furono poi soppresse nel 1891.
5. ↑  Fanno eccezione 5 regioni: la Valle d'Aosta accorpata con il Piemonte; l'Abruzzo con il Molise; Puglia e Basilicata; Umbria e Marche; Veneto e Trentino Alto Adige (cfr. Soprintendenze archivistiche e bibliografiche).

### Bibliografiche
1. ↑  Casanova, p. 11 e Bertini, p. 11.
2. ↑  Brenneke, Glossario, p. 583 §1: «Come si vede, il termine ‹Archiv› è assai più restrittivo dell’italiano ‹archivio›, in base alla fondamentale distinzione tedesca fra ‹Archiv› e ‹Registratur›».
3. ↑  Brenneke, Glossario, p. 582 §1 - p. 583.
4. ↑  Angelucci, p. 18.
5. 1 2  Angelucci, p. 30.
6. ↑  Bertini-Petrilli, pp. 58-59.
7. ↑  Romiti, p. 23.
8. ↑  Zanni Rosiello, p. 60.
9. ↑  Guérin-Dalle Mese, p. 75.
10. ↑  Note storiche.
11. ↑  Boaga-Palese-Zito, p. 270.
12. ↑  Brenneke, p. 213.
13. ↑  Lodolini, 1991, p. 77.
14. ↑  Valenti, p. 159.
15. ↑  Convenzione dell'Aja, Disposizioni generali concernenti la protezione Art. 1, a, p. 1.
16. ↑  Convenzione Unesco.
17. ↑  Ne parla profusamente il libro di Isabella Zanni Rosiello, Archivi e memoria storica.
18. ↑  Figura già regolata con il DPR 1409 del 30 settembre 1963.
19. ↑  Carucci, pp. 99-127.
20. ↑  
«L'ente, la famiglia o la persona che ha posto in essere, accumulato e/o conservato la documentazione nello svolgimento della propria attività personale o istituzionale»
(Glossario, Soggetto produttore)
21. ↑  Carucci-Guercio, p. 85.
22. ↑  
«ente che, per ragioni burocratiche o istituzionali, acquisisce archivi di altri enti, i quali sono ciascuno autonomo e indipendente da quello dell'ente collettore, cui si collegano soltanto per la ragione che ne determina l'acquisizione»
(Carucci-Guercio, p. 85)
23. ↑  Talice, p. 64.
24. ↑  Disciplinato dalla legge 1963, art. 23. Cfr. Ghezzi, p. 68, n. 6 e Carucci-Guercio, p. 35.
25. ↑  Archivio Savoia.
26. ↑  Sormani Giussani Andreani Verri.
27. ↑  Vigini, p. 14 e Boaga-Palese-Zito, p. 54.
28. ↑  Boaga-Palese-Zito, p. 94.
29. ↑  Carucci-Guercio, pp. 38-39.
30. ↑  Carucci, pp. 30-32.
31. ↑  Glossario - LBC, Ordinamento.
32. ↑  Carucci-Guercio, pp. 88-90.
33. ↑  Carucci-Guercio, p. 86.
34. ↑  Carucci, p. 204.
35. ↑  Bonifacio, pp. 10-11.
36. ↑  Il manuale di gestione, come si rileva dal decreto, «descrive il sistema di gestione e di conservazione dei documenti e fornisce le istruzioni per il corretto funzionamento del servizio» (Ghezzi, p. 238).
37. ↑  Brenneke, Glossario, pp. 582-583.
38. ↑  Carucci-Guercio, p. 221.
39. ↑  Per approfondire, cfr. ICA / CIA e International Council on Archives.
40. ↑  UNESCO Archives.
41. ↑  Bertini, p. 84.
42. 1 2  Carucci-Guercio, p. 18.
43. ↑  Rimanevano fuori dalla discussione, per il momento, gli archivi privati, in quanto lo Statuto Albertino aveva già provveduto ad affermare, in modo molto generale, che «tutte le proprietà, senza alcuna eccezione, erano inviolabili».
44. ↑  Lodolini, 1991, pp. 133-136.
45. ↑  Per l'elenco completo, cfr. Lodolini, 1991, 136, n. 11
46. ↑  Bertini, p. 24.
47. ↑  Lodolini, 1991, p. 140.
48. ↑  Bertini, pp. 17-18.
49. ↑  Bertini-Petrilli, p. 92, n° 77.
50. ↑  Regio Decreto 35/1900.
51. ↑  Ghezzi, p. 67.
52. ↑  Angelucci, p. 101.
53. ↑  Angelucci, pp. 101-102.
54. ↑  Ghezzi, Legge 22 dicembre n°2006/1939, art. 11, p. 461.
55. ↑  Definita in tal modo da Bertini, p. 25 e da Carucci, p. 18.
56. ↑  Bertini, p. 25.
57. ↑  Ghezzi, p. 49.
58. ↑  Angelucci, p. 104.
59. ↑  Ghezzi, pp. 530-532.
60. ↑  Angelucci, p. 105.
61. ↑  Normativa italiana.
62. ↑  Costituzione della Repubblica Italiana, Art. 9, p. 5: 
«La Repubblica promuove lo sviluppo della cultura e la ricerca scientifica e tecnica. Tutela il paesaggio e il patrimonio storico e artistico della Nazione.»
63. ↑  Carucci-Guercio, p. 31.
64. ↑  Come disciplinato dall'art. 10, comma 2, b
65. ↑  Come disciplinato dall'art. 10, comma 3, b
66. ↑  Soprintendenze archivistiche e bibliografiche.
67. ↑  Carucci, p. 34.
68. ↑  Ghezzi, p. 139, n. 65.
69. 1 2  Archivi di Stato.
70. ↑  Pavone, Guida generale: «Fra il '66 o immediati precedenti ed oggi, sono mutate molte cose».
71. 1 2  Sistema Guida generale degli Archivi di Stato italiano.
72. ↑  Pavone, Guida generale: «È trascorso un trentennio dalla prima idea della Guida...»